# Історія військово-морських сил США

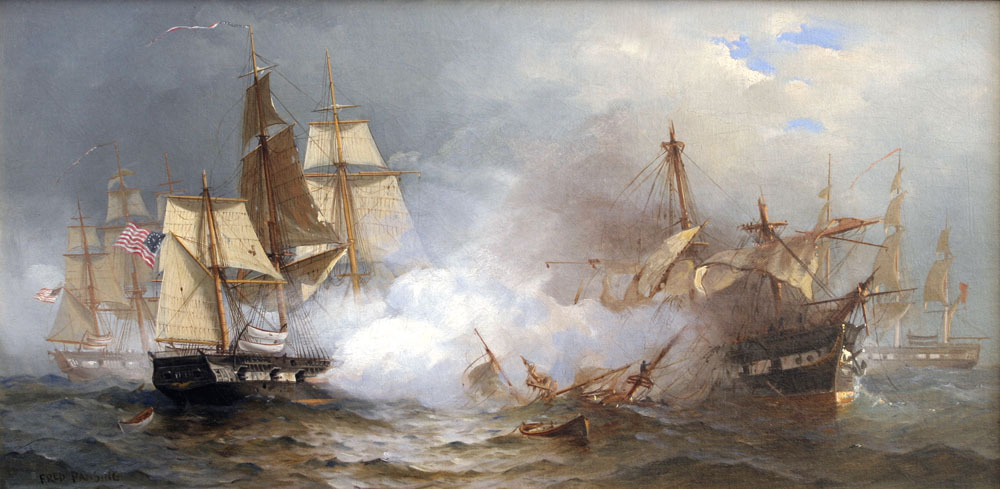
Бій американського фрегату «Юнайтед Стейтс» з британським фрегатом «Македоніан» у ході війни 1812 року. 25 жовтня 1812

Історія військово-морських сил США — історія заснування, розвитку та основних подій, пов'язаних із військово-морськими силами Сполучених Штатів Америки. Історія військово-морського флоту Сполучених Штатів поділяється на два основні періоди: існування «Старого флоту», чисельного угруповання вітрильних кораблів невеликих класів, яке стало більш впливовим під час громадянської війни в США, зокрема завдяки інноваціям у застосуванні броненосців, і «Нового флоту», що став результатом модернізації, яка розпочалася у 1880-х роках, і до 1943 року ВМС США перетворилися на найбільшу військово-морську потугу у світі.
Офіційною датою заснування військово-морських сил Сполучених Штатів вважається 13 жовтня 1775 року, коли Другий Континентальний конгрес ухвалив резолюцію про створення Континентального флоту. Після закінчення війни за незалежність США Континентальний флот був розформований. Під час президентства Джорджа Вашингтона торгове судноплавство опинилося під загрозою в Середземному морі з боку берберських піратів чотирьох північноафриканських держав. Це призвело до прийняття Військово-морського акту 1794 року, у відповідності до якого був створений постійний флот США. У відповідності до цього закону було дозволено будівництво перших шести фрегатів. Протягом наступних 20 років молоді американські ВМС воювали з флотом Французької республіки у Квазівійні (1798–99), з берберськими державами в Першій і Другій війнах та з Британією у війні 1812 року. Після англо-американської війни військово-морський флот США перебував у стані миру аж до початку мексикансько-американської війни в 1846 році і переважно виконував завдання боротьби з піратством у Середземному та Карибському морях, а також залучався до боротьби з работоргівлею біля узбережжя Західної Африки. У 1845 році в старому форті Северн в Аннаполісі, штат Меріленд поблизу Чесапікської затоки була заснована Військово-морська академія, головна кузня підготовки офіцерських кадрів американського флоту. У 1861 році почалася Громадянська війна в США і флот США змагався з невеликим флотом Конфедерації, застосовуючи в боях як вітрильні кораблі, так і нові революційні для свого часу броньовані кораблі. Головною стратегією застосування флоту було створення та утримання блокади, яка припинила цивільне прибережне судноплавство Конфедерації. Після Громадянської війни більшість його кораблів залишили в резерві, і до 1878 року флот налічував лише 6000 осіб.
У 1882 році у складі ВМС США перебувало багато кораблів застарілих проектів. Протягом наступного десятиліття Конгрес схвалив будівництво кількох сучасних панцерних крейсерів і лінійних кораблів зі сталевим корпусом, і приблизно на початку XX століття американський флот за кількістю кораблів перемістився з дванадцятого місця, яке посідав у 1870 році, на п'яте місце. Втім, більшість членів екіпажів були іноземцями. Після перемоги у двох великих битвах під час іспано-американської війни 1898 року американський флот продовжував будувати більше кораблів і до кінця Першої світової війни у лавах американського флоту було вже більше чоловіків і жінок у формі, ніж у британському Королівському флоті. Вашингтонська військово-морська конференція 1921 року внесла значні корективи у розміри флотів того часу та визначила обмеження щодо чисельності кораблів основних класів для держав того часу. Протягом 1920-х і 1930-х років ВМС побудували кілька авіаносців і лінійних кораблів. Після японської атаки на Перл-Гарбор 7 грудня 1941 року американський флот був втягнутий у Другу світову війну і протягом наступних чотирьох років брав найактивнішу участь у багатьох історичних битвах, включаючи битву в Кораловому морі, битву за Мідвей, численні морські битви у Гуадалканальській кампанії та найбільшу морську битву в історії, битву в затоці Лейте. Значна частина діяльності військово-морського флоту полягала у підтримці висадки морських десантів, і не тільки вході кампанії «стрибків з островів на острови» у Тихому океані, а й в ході Європейської кампанії. Коли японці капітулювали, велика флотилія увійшла в Токійську затоку, щоб стати свідком офіційної церемонії, проведеної на лінкорі «Міссурі», на якій посадовці японського уряду підписали документ про беззаперечну капітуляцію. До кінця війни флот мав у строю понад 1600 бойових кораблів.
Після закінчення Другої світової війни ВМС США вступили в Холодну війну, яка тривала 45 років, і брали участь у Корейській і В'єтнамській війнах. Стрімкий розвиток технологій ядерної енергетики та балістичних ракет призвів до створення нових корабельних силових установок і систем озброєння, які використовувалися на авіаносцях типу «Німіц» і підводних човнах типу «Огайо». До 1978 року кількість кораблів скоротилася до менш ніж 400, багато з яких були випущено за часи Другої світової війни, що спонукало Рональда Рейгана запровадити програму створення сучасних ВМС, що складалися із 600 кораблів. Після розпаду Радянського Союзу в 1990—1991 роках радянський військово-морський флот був розділений між колишніми радянськими республіками і залишився без фінансування, що перетворило США на беззаперечну військово-морську наддержаву світу, яка володіла спроможностями брати участь і проектувати силу одночасних у двох обмежених війнах на окремих театрах. Ця здатність була продемонстрована під час Першої та Другої воєн у Перській затоці.
На березень 2007 року ВМС США досягли найменшого, з часів Першої світової війни, розміру свого флоту у 274 кораблі. Колишні адмірали ВМС США, які очолювали Військово-морський інститут США, висловили занепокоєння щодо того, що вони бачать це як загрозу забезпечити здатність відповідати на «агресивні дії Ірану і Китаю». У 2020 році ВМС США випередили ВМС Китайської народно-визвольної армії за кількістю кораблів, що перебувають у строю.

## Історія Старого флоту

### Континентальний флот (1775—1785)
Військово-морські сили Сполучених Штатів сформувалися на колоніальній морехідній традиції північноамериканських колоній, яка була фундаментом заснування великого співтовариства моряків, капітанів і суднобудівників у колоніальну епоху. За часи американської революції декілька штатів (колишніх британських колоній) заснували та використовували власні військово-морські сили. Так, 12 червня 1775 року Генеральна асамблея Род-Айленда прийняла резолюцію про створення військово-морського флоту колонії Род-Айленд. Того ж дня губернатор Ніколас Кук підписав накази, адресовані капітану Аврааму Віплу, командиру шлюпа «Кеті» та комодору озброєних суден, які працюють на уряд штату.

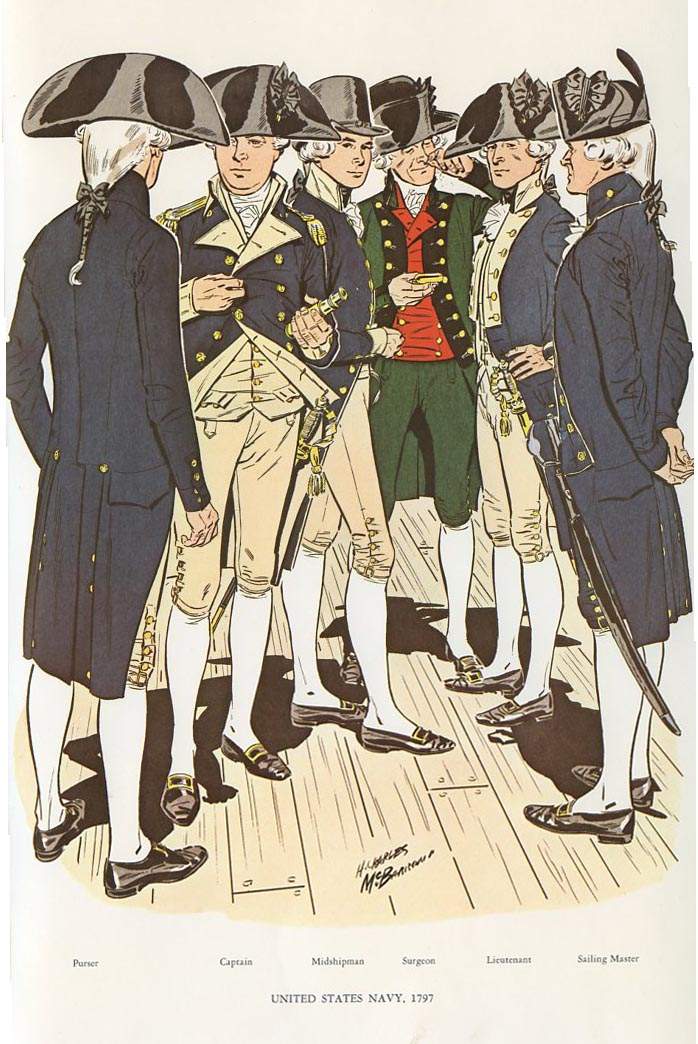
Американські моряки у новій формі одягу народженого флоту: (зліва направо): флотський скарбник, капітан, мічман, хірург (у зеленому сюртуку), лейтенант, капітан. 1797

Перший офіційний рух за створення Континентального флоту був ініційований представниками штату Род-Айленд, оскільки широко розповсюджена контрабандна діяльність род-айлендських купців дедалі більше придушувалася Британським королівським флотом. 26 серпня 1775 року Род-Айленд прийняв резолюцію про заснування єдиного Континентального флоту, який мав фінансуватися Континентальним конгресом. 3 жовтня 1775 року резолюція була представлена Континентальному конгресу. Тим часом Джордж Вашингтон почав купувати кораблі, розпочавши зі шхуни «Ганна», яка була придбана ним за власний кошт. 5 вересня 1775 року «Ганна» була спущена на воду під командуванням капітана Ніколсона Бротона у порту Марблгед, штат Массачусетс.

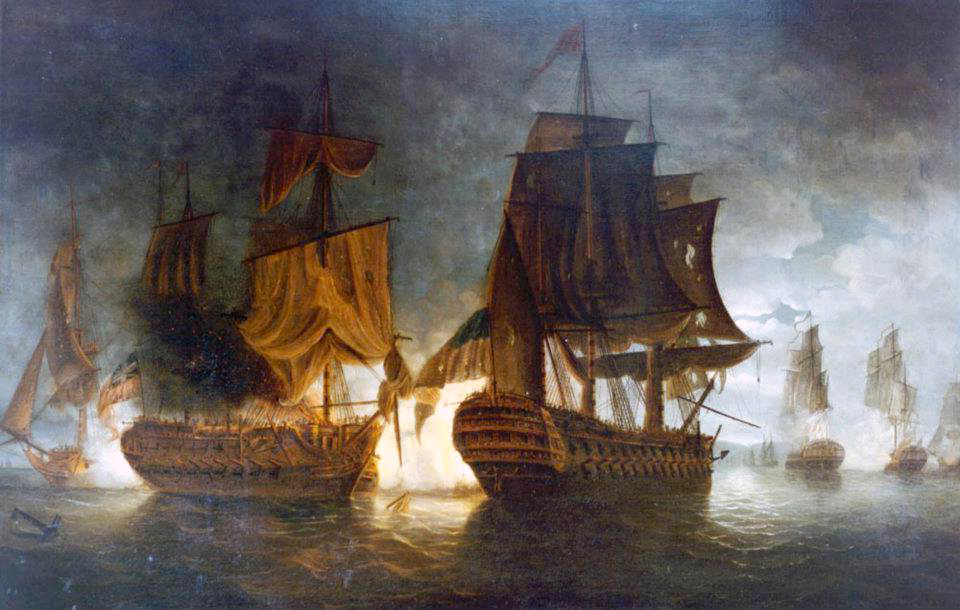
. 23 вересня 1779

13 жовтня 1775 року визнано військово-морським флотом США як дата його офіційного заснування — дата ухвалення резолюції Континентального конгресу у Філадельфії, на підставі якої було створено Континентальний флот. У цей день Конгрес дозволив закупівлю двох озброєних суден для каперських рейдів проти британського торговельного судноплавства. 13 грудня 1775 року Конгрес дозволив будівництво тринадцяти фрегатів, п'яти кораблів з 32 гарматами, п'яти — з 28 гарматами і трьох — з 24 гарматами протягом наступних трьох місяців.
Тим часом Бенедикт Арнольд наказав побудувати на озері Шамплейн 12 військових суден, щоб уповільнити просування британських військ, які прорвалися до Нью-Йорка з Канади. У наступній битві Королівський флот вщент розгромив кораблі Арнольда, але завдяки цієї битви повільне просування британських сухопутних сил до Нью-Йорка було сповільнено. До середини 1776 року кілька кораблів, зокрема тринадцять фрегатів, будівництво яких було схвалено Конгресом, перебували ще на стадії будівництва, але їх ефективність була обмеженою; Королівський флот їх повністю перевершував і до 1781 року майже всі вони були захоплені або потоплені британцями.
Водночас, не маючи спроможностей перемогти британський флот у відкритому протистоянні, американці вдалися до нестандартних методів ведення війни на морі. В результаті американські капери досягли певного успіху й Конгресом було видано 1697 фірмових свідоцтв на ведення каперства. Окремі штати, американські агенти в Європі та на Карибах також видавали доручення; з урахуванням дублікатів різними джерелами було видано понад 2000 доручень. Понад 2200 британських торговельних суден було захоплено американськими каперами під час війни, спричинивши британцям збитків на суму майже 66 мільйонів доларів, значну на той час суму.

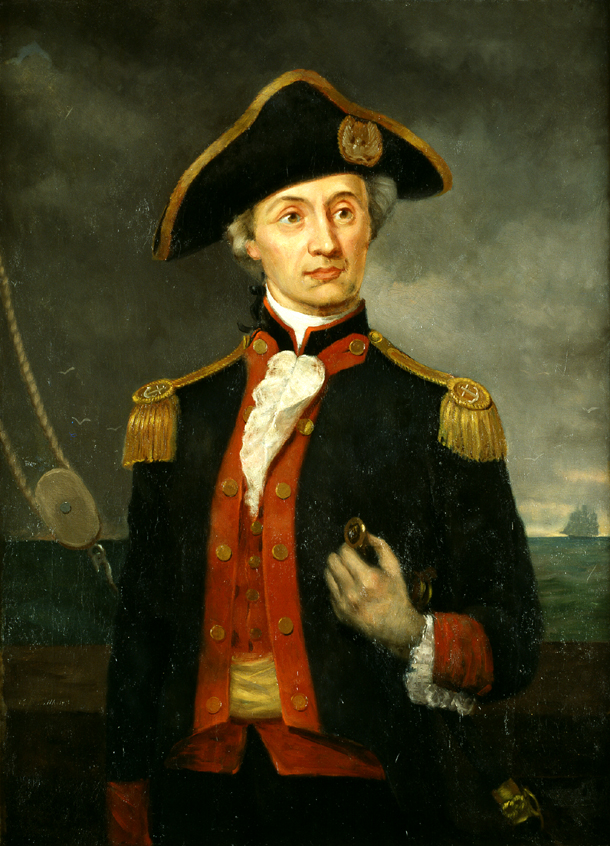
Джон Поль Джонс

Одним із найбільш видатних американських військово-морських офіцерів за часи війни за незалежність був Джон Поль Джонс, який під час походу навколо Британських островів у битві при Фламборо-Геді захопив фрегат Королівського флоту «Серапіс». У бою, коли такелаж двох кораблів заплутався, а кілька гармат корабля Джонса «Бонхом Річард» вийшли з ладу, капітан «Серапіса» запитав Джонса, чи готовий він спустити свій прапор, на що Джонс відповів: «Я ще й не починав битися!»
17 червня 1778 року Франція офіційно вступила у війну і кораблі французького флоту, що були відряджені в Західну півкулю. Більшу частину року вони проводили у Вест-Індії, але поблизу Тринадцяти колоній плавали лише під час Карибського сезону ураганів з липня по листопад. Французький флот намагався висадитися в Нью-Йорку та Род-Айленді в 1778 році, але врешті-решт не зважився вступити в бій з британськими силами. У 1779 році флот під командуванням віцеадмірала Шарля Анрі д'Естена допоміг американським військам, які намагалися відбити Саванну у штаті Джорджія.
У 1780 році флот з 6000 солдатів під командуванням генерал-лейтенанта Жана-Батиста де Рошамбо висадився в Ньюпорті, у Род-Айленді, і незабаром після цього флот був заблокований Королівським флотом. На початку 1781 року Вашингтон і де Рошамбо запланували атаку на британців у районі Чесапікської затоки, щоб узгодити з прибуттям великого флоту під командуванням віцеадмірала Франсуа де Грасса. Успішно обдуривши британців, створивши уяву, що планується напад на Нью-Йорк, Вашингтон і де Рошамбо вирушили до Вірджинії, а де Грасс почав висадку військ біля Йорктауна. 5 вересня 1781 року між де Грассом і британцями сталася велика морська сутичка в битві біля мисів Вірджинії, яка закінчилася тим, що французький флот захопив Чесапікську затоку. Континентальний флот продовжував блокувати британські кораблі постачання, поки наприкінці 1783 року нарешті не було оголошено мир.

### Роззброєння (1785—1794)
У вересні 1783 року війна за незалежність завершилася підписанням Паризького договору і до 1785 року Континентальний флот був розформований, а кораблі, що залишилися, були продані. Фрегат «Альянс», який здійснив останні постріли в американській війні за незалежність, також був останнім кораблем у ВМС. Фракція в Конгресі хотіла зберегти корабель, але нова держава не мала коштів, щоб підтримувати його в експлуатації. Крім загального браку грошей, чинниками, що призвели до роззброєння флоту були слабкість конфедерації штатів, трансформація цілей з воєнного часу на мирний і зміна зацікавленості американського суспільства у врегулюванні внутрішніх проблем, а не зовнішніх.
Після війни нова держава намагалася втриматися збалансувати у фінансовому плані. Національний прибуток був вкрай потрібний, і більша частина надходила від тарифів на імпортні товари. Через нестримну контрабанду виникла нагальна потреба у суворому забезпеченні дотримання тарифних законів. 4 серпня 1790 року Конгрес, за підтримки міністра фінансів Александера Гамільтона, створив Морську службу доходів, попередницю Берегової охорони США, щоб забезпечити дотримання тарифів та всіх інших морських законів. Спочатку було замовлено десять куттерів. Між 1790 і 1797 роками, коли було створено Військово-морське відомство, податкове управління було єдиною збройною морською службою США.

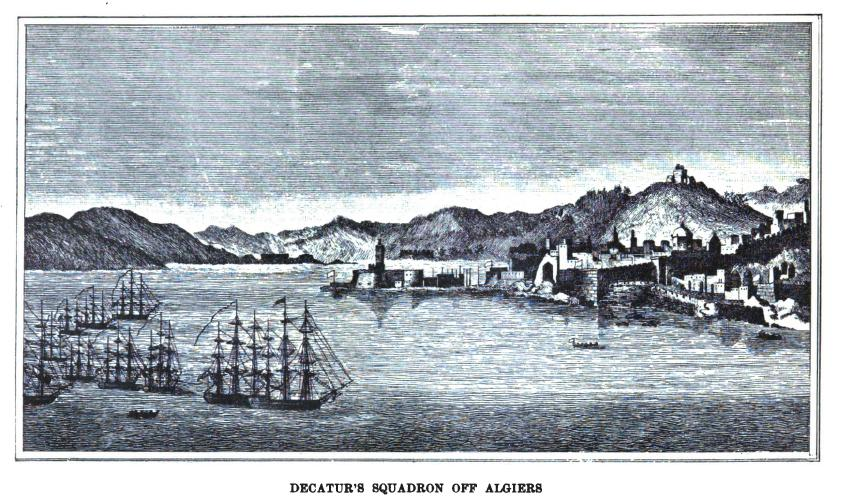
Флот Стівена Декейтура в порту Алжира

В колоніальну епоху американське торгове судноплавство захищалося кораблями Королівського флоту, але після підписання Паризького договору та роззброєння Континентального флоту торговельний флот Сполучених Штатів залишився без жодного захисту від піратів для своїх суден. Новонароджена нація не мала коштів для сплати щорічної данини берберським державам у північній Африці, куди часто прямували вантажні судна, тому після 1785 року їхні кораблі стали вразливі для захоплення. У 1789 році нова Конституція США дозволила Конгресу створити військово-морський флот, але під час першого президентського терміну Джорджа Вашингтона (1787—1793) мало було зроблено для переозброєння флоту. У 1793 році почалася Французька революція й між Великою Британією та Францією спалахнуло протистояння на морі. Перемир'я, досягнуте Португалією та Алжиром, поклало край португальській блокаді Гібралтарської протоки, яка утримувала берберських піратів у Середземному морі, і незабаром після цього пірати вийшли у відкрити води Атлантики, де захопили 11 американських торговельних суден і більше сотні моряків.
У відповідь на захоплення американських кораблів Конгрес обговорив і схвалив Морський закон 1794 року, який дозволяв будівництво шести фрегатів, чотирьох з 44 гармат і двох з 36 гармат. Прихильники були в основному з північних штатів і прибережних регіонів, які стверджували, що військово-морський флот призведе до економії страхування та виплати викупу, тоді як противники з південних штатів і внутрішніх регіонів наполягали на тому, що флот не вартий витрат на нього і його створення підштовхне Сполучені Штати до війни.

### Заснування (1794—1812)
Після ухвалення Морського закону 1794 року почалася робота над будівництвом перших шести трищоглових фрегатів: «Конститьюшн», «Чесапік», «Констеллейшн», «Президент», «Юнайтед Стейтс» та «Конгрес». «Конститьюшн», спущений на воду в 1797 році і найвідоміший з цих перших бойових кораблів американського флоту, отримав прізвисько «Старий залізобокий» і, завдяки зусиллям Олівера Венделла Голмса-старшого, існує й сьогодні, стоячи на якорі в гавані Бостона. Невдовзі після ухвалення законопроекту Конгрес дозволив виділити 800 000 доларів на укладання договору з алжирцями та викуп полонених, що призвело до внесення поправки до закону, яка призупинила будівництво кораблів у разі оголошення миру. Після серйозних дебатів було дозволено будівництво трьох із шести фрегатів: «Юнайтед Стейтс», «Конститьюшн» і «Констеллейшн».
У той же час напруженість між США та Францією переросла у Квазівійну, коріння якої походили від Союзного договору між північноамериканськими колоніями та Королівством Франція у 1778 році, за умовами якого Франція виявилася втягнутою в американську війну за незалежність. Сполучені Штати вважали за краще дотримуватися позиції нейтралітету в конфліктах між Францією та Великою Британією, але це призвело до їхнього протистояння як з британцями, так і з французами. Після підписання Джейського договору з Великою Британією в 1794 році Франція почала агресивні дії проти США і до 1797 року французький флот захопив в Атлантичному океані та Карибському й Середземному морях близько 300 американських торгових суден, що прямували до британських портів. Нещодавно обраний на посаду президента Джон Адамс вжив заходів для подолання кризи, співпрацюючи з Конгресом, щоб закінчити будівництво трьох майже завершених фрегатів, ухваливши виділення додаткових коштів на будівництво інших трьох і спробувавши домовитися з Францією про угоду, схожу на договір Джея. В результаті дипломатичної кризи, яка увійшла в історію як справа XYZ спалахнула Квазівійна; протягом двох років американські і французькі військові та торгові кораблі вели справжні бої в Карибському морі і біля східного узбережжя Сполучених Штатів.. Занепокоєння щодо здатності військового міністерства керувати флотом призвело до створення департаменту військово-морського флоту, який 30 квітня 1798 року було створено.
Війна з Францією велася майже повністю на морі, здебільшого між французькими західноіндійськими «приваті» та торговими суднами. Перша перемога для американських ВМС відбулася 7 липня 1798 року, коли «Делавер» захопив французький капер «Круабль», а перша перемога над ворожим військовим кораблем сталася 9 лютого 1799 року, коли фрегат «Констеллейшн» захопив французький фрегат «Інсурджент». Наприкінці 1800 року було оголошено про мир із Францією, а у 1801 році, щоб запобігти повторному роззброєнню флоту, федералістська адміністрація, що залишилася, поспішно провела через Конгрес акт, що вперше дозволяв утримувати флот мирного часу, який обмежив його чисельність шістьма фрегатами у бойовому складі і сьома на замовлення, а також утримання 45 офіцерів і 150 мічманів. Решту кораблів, що перебували в службі, було продано, а звільненим офіцерам призначили чотиримісячну зарплату.
10 травня 1801 року триполітанці оголосили війну Сполученим Штатам, зрізавши прапор перед американським посольством, чим спровокували Першу берберійську війну. Американський корабель «Філадельфія» був захоплений маврами, але лейтенант С. Декейтур провів зухвалий рейд, у ході якого йому вдалося спалити корабель, позбавивши Триполі можливості скористатися бойовим кораблем або шантажувати США. Морська піхота вторглася на «береги Триполі» в 1805 році, захопивши місто Дерна, вперше прапор США майорів унаслідок вторгнення до іноземних територій. Цього акту було достатньо, щоб спонукати берберських правителів підписати мирні договори. Згодом флот був значно скорочений з міркувань економії і замість звичайних кораблів було побудовано багато канонерських човнів, призначених діяти лише у прибережних водах держави. Втім, вже протягом десяти років ця політика виявилася абсолютно неефективною.
Президент Томас Джефферсон і його Демократично-республіканська партія виступали проти сильного військово-морського флоту, стверджуючи, що невеликі канонерські човни, які стоять у великих атлантичних гаванях і є частиною Податкового управління США під керівництвом першого міністра фінансів Александера Гамільтона, — це все, що потрібно державі для захисту. Однак цього невеликого флоту легкоозброєних куттерів, які Гамільтон запропонував у Федералістських документах № 11 і 12, було явно недостатньо як інструмент військово-морської потуги для потреб нових Сполучених Штатів Америки.
Під час Французьких революційних війн Королівський флот почав примусові найми матросів з американських кораблів, яких вони вважали британськими дезертирами; приблизно 10 000 моряків були сильцем забрані на службу британського флоту таким чином між 1799 і 1812 роками. 22 червня 1807 року у морській сутичці між британським «Леопардом» та американським «Чесапік» командир британського корабля вимагав, щоб «Чесапік» дозволив перевірити наявність британських дезертирів на його борту, що було відхилено. «Леопард» відкрив вогонь по американському фрегату і насильно обшукав корабель, затримавши низку ймовірних британських підданих. Найбільш жорстока з багатьох подібних зустрічей, ця справа ще більше посилила напруженість між двома націями, і в червні 1812 року США оголосили війну Британії.

### Англо-американська війна
Вважалося, що основний перебіг подій у війні відбудеться на морі; і протягом години після оголошення війни крихітні ВМС США вирушили у бій із супротивником, маючи співвідношення як 1 до 50. Через два місяці «Конститьюшн» затопив «Гер'єр»; екіпаж британського фрегата був дуже наляканий, побачивши, що їхні гарматні ядра відбиваються від надзвичайно міцного вічнозеленого дубового корпусу «Конститьюшна», що дало йому постійне прізвисько «Старий Залізобокий». 29 грудня 1812 року «Конститьюшн» завдав поразки «Джаві» біля бразильського узбережжя, і «Джава» була спалена після того, як американці вирішили, що її неможливо врятувати. 25 жовтня 1812 року американці захопили «Македоніан» у результаті битви. У 1813 році «Ессекс» розпочав дуже плідну рейдерську операцію в південній частині Тихого океану під командуванням Девіда Портера, полюючи на британські торговельні та китобійні судна. «Ессекс» уже була відомий тим, що минулого року захопив британські шлюп «Алерт» і транспорт, а також захопив 15 британських торгових суден. Британці нарешті вжили заходів, відправивши «Черуб» і «Фебе», щоб зупинити «Ессекс». Два кораблі під командуванням сера Джеймса Гілляра заблокували «Ессекс» до того, як Портер наказав своєму кораблю спробувати втекти; в наступній битві «Ессекс» був захоплений англійцями.
Захоплення трьох фрегатів Королівського флоту змусило британців виділити більше своїх кораблів до американського узбережжя, щоб посилити блокаду портів США. 1 червня 1813 року біля Бостонської гавані американський фрегат «Чесапік» під командуванням капітана Джеймса Лоуренса був захоплений британським фрегатом «Шеннон» під командуванням капітана сера Філіпа Броука. Попри попередні успіхи, до 1814 року багато найкращих кораблів ВМС були заблоковані в порту і не змогли запобігти вторгненню британців на континент з моря.
Влітку 1814 року британці воювали під час Чесапікської кампанії, яка завершилася десантними рейдами на Вашингтон і Балтимор. Столиця впала до рук англійців майже без бою, а кілька американських військових кораблів було спалено на верфі Вашингтона, включаючи 44-гарматний фрегат «Коламбія». У Балтіморі бомбардування форту МакГенрі надихнуло Френсіса Скотта Кі написати вирш «Прапор, усіяний зірками», а блокшиви, що блокували канал, не дозволили флоту увійти в гавань; тому британська армія змушена була сісти на кораблі, завершивши битву.
Перемоги американського флоту в битвах на озері Шамплейн та на озері Ері призупинили останній британський наступ на півночі та сприяли блокуванню британських вимог щодо надання їм виключних прав на Великі озера за Гентським договором. Незадовго до підписання договору «Президент» був захоплений чотирма британськими фрегатами. Через три дні після підписання договору «Конститьюшн» захопив «Левант» та «Ціан». Останні морські дії у війні відбулися майже через п'ять місяців після підписання договору 30 червня 1815 року, коли шлюп «Пікок» захопив бриг Ост-Індської компанії «Наутілус», останній ворожий корабель, який був захоплений американським флотом до Другої світової війни.

### Континентальна експансія (1815—1861)
Після війни достойна роль та здобутки молодих ВМС у війні окупилися у вигляді кращого фінансування і він приступив до будівництва багатьох нових кораблів. Однак витрати на більші кораблі були непомірно високими, і багато з них залишалися у напівзавершеному стані на верфях, готові до нової війни, доки епоха вітрил майже повністю не минула. Протягом трьох десятиліть мирного часу основною силою флоту залишалися великі вітрильні фрегати з низкою менших шлюпів. До 1840-х років військово-морський флот почав приймати на озброєння парові установки та снарядні гармати, але вони відставали від французів і британців у впровадженні нових технологій.
Серед рядових моряків у той час було багато чоловіків, які народилися за кордоном, а корінні американці, як правило, були соціальними ізгоями, у яких було мало інших варіантів працевлаштування або вони намагалися уникнути покарання за злочини. У 1835 році майже 3000 чоловік ходили на торгових суднах із гавані Бостона, але лише 90 осіб були завербовані ВМС. Чорношкірим людям було заборонено служити на флоті, але нестача людей була настільки гострою, що закон часто ігнорували.
Дисципліна відповідала звичаям Королівського флоту, але покарання було набагато м'якшим, ніж існувало в європейських флотах того часу. Содомія рідко переслідувалась. Армія скасувала бичування як покарання в 1812 році, але флот зберігав цей метод покарання до 1850 року.
Під час війни англо-американської війни берберські країни скористалися слабкістю ВМС США, щоб знову захопити американські торгові судна та моряків у полон. Після підписання Гентського договору США намагалися покласти край піратству в Середземному морі, яке дошкуляло американській морській торгівлі протягом двох десятиліть. 3 березня 1815 року Конгрес санкціонував розгортання військово-морського угруповання проти Алжиру, що призвело до Другої берберської війни. Дві потужні ескадри під командуванням комодорів Декейтура і Вільяма Бейнбріджа, включаючи 74-гарматні лінійні кораблі «Вашингтон», «Індепенденс» і «Франклін», були відправлені в Середземне море. Незабаром після виходу з Гібралтару на шляху до Алжиру ескадра Декейтура зіткнулася з алжирським флагманським кораблем «Мешуда» і17 червня 1815 року під час сутички захопила його. Після цього американська ескадра також захопила алжирський бриг «Естедіо» в битві біля мису Палос. До червня кораблі ескадри досягли Алжиру, і з деєм було укладено мир, за яким захоплені судна та люди поверталися Сполученим Штатам, ліквідувалися будь-які подальші данини та надавалося право на торгівлю в регіоні.
Піратство в Карибському морі також становило серйозну проблему молодій державі, тільки в період між 1815 і 1822 роками близько 3000 суден було захоплено піратами. У 1819 році Конгрес уповноважив президента Джеймса Медісона боротися з цією загрозою, і оскільки багато піратів були каперами нових незалежних держав Латинської Америки, він вирішив розпочати стратегію дипломатії, підкріплену гарматами кораблів ВМС. У 1819 році була підписана Угода з Венесуелою, але кораблі все ще регулярно захоплювалися, поки у військовій кампанії Вест-Індська ескадра під командуванням Девіда Портера не була використана комбінована тактика, коли великі фрегати супроводжували торговельні судна, у той час як чисельні невеликі кораблі обшукували невеликі бухти та острови і захоплювали чи знищували піратські судна. Під час цієї кампанії озброєний пароплав «Сі Галл» став першим паровим кораблем, який брав участь у бойових діях. Хоча поодинокі випадки піратства мали місце в 1830-х роках, до 1826 року інтенсивність нападів на американський торговельний флот знизилася і регіон було оголошено вільним для торгівлі.
Іншою міжнародною проблемою була работоргівля і для боротьби з цією загрозою в 1820 році була сформована Африканська ескадра. З політичної точки зору певних кіль Сполучених Штатів перешкоджання работоргівлі було непопулярним і в 1823 році ескадра була виведена нібито для боротьби з піратством у Карибському морі, і не поверталася до африканського узбережжя до підписання Вебстер-Ешбертонського договору з Великою Британією в 1842 році. Договір був прийнятий, але Сполучені Штати використовували менше кораблів, ніж вимагала угода, й командири мали негласний наказ базуватися по можливості якомога далі від африканського узбережжя. В результаті між 1845 і 1850 роками американський флот перехопив лише 10 рабовласницьких суден, тоді як британці захопили 423 судна з 27 000 полонених.
У 1802 році Конгрес офіційно дозволив створення Військової академії США, але знадобилося майже 50 років, щоб ухвалити рішення про створення подібного навчального закладу для підготовки військово-морських офіцерів. Протягом тривалого періоду між 1815 і 1846 роками мічмани мали мало можливостей для просування по службі, і їхнє кар'єрне зростання часто відбувалося завдяки патронату. Низька якість підготовки офіцерів у ВМС США стала помітною після справи Сомерса, мнимого заколоту на борту навчального корабля «Сомерс» у 1842 році та наступної страти мічмана Філіпа Спенсера. Джордж Банкрофт, призначений міністром ВМС у 1845 році, вирішив діяти поза схваленням Конгресу та створити нову академію для флотських офіцерів. Він сформував раду на чолі з комодором Метью Перрі для створення нової системи підготовки офіцерів і в 1845 році перетворив старий форт Северн в Аннаполісі на новий навчальний заклад, який у 1851 році був визнаний Конгресом як Військово-морська академія США.
Військово-морські сили залучалися до спроби насильницького переміщення індіанців семінолів із Флориди до резервації на захід від Міссісіпі. Після різанини армійських підрозділів індіанцями поблизу Тампи 28 грудня 1835 року морські піхотинці та матроси були додані до сил, які воювали у Другій семінольській війні з 1836 по 1842 рік. В Еверглейдсах був сформований «москітний флот» із різноманітних малих суден для транспортування зведених загонів армії та флоту для переслідування семінолів у болотах. Під час конфлікту було вбито близько 1500 солдатів, деякі семіноли погодилися переїхати, але невелика група семінолів утримувала контроль над Еверглейдсом і територіями навколо озера Окічобі.
Флот зіграв знакову роль у двох великих операціях американсько-мексиканської війни (1845—1848); під час облоги Веракруса він транспортував сили вторгнення, які захопили це мексиканське місто, висадивши 12 000 військових та їхнє озброєння за один день, що зрештою призвело до захоплення Мехіко та кінця війни. Кораблі Тихоокеанської ескадри сприяли захопленню Каліфорнії.

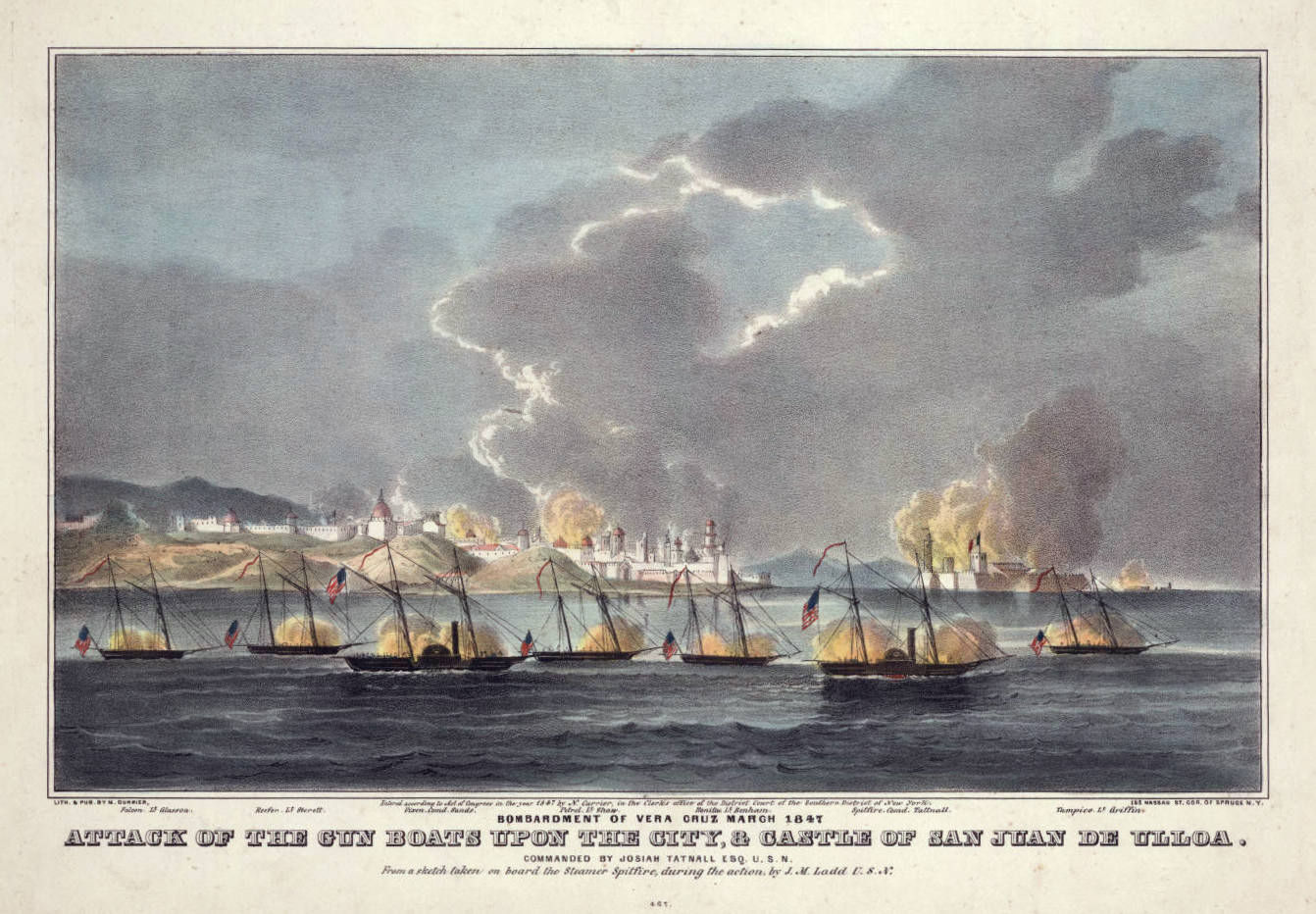
Атака канонерських човнів під час битви за Веракрус. 1847

У 1853 році Перрі очолив експедицію, ескадру з чотирьох кораблів, яка відпливла до Японії, щоб встановити нормальні відносини з Японією. Два передові парові кораблі Перрі та спокійна, тверда дипломатія переконали Японію покласти край тривіковій ізоляції та 31 березня 1854 року підписати Канаґавський договір зі США. Номінально цей договір про дружбу, незабаром проклав шлях для відкриття Японії і налагодженню нормальних торговельних відносин зі Сполученими Штатами та Європою.

### Громадянська війна в США (1861—1865)
З початку війни у квітні й до кінця 1861 року 373 офіцери, ворентофіцери та мічмани пішли у відставку або були звільнені з ВМС Сполучених Штатів і продовжили службу в Конфедерації. 20 квітня 1861 року Союз спалив свої кораблі, які знаходилися на Норфолкській верфі, щоб запобігти їх захопленню конфедератами, але не всі кораблі були повністю знищені. Гвинтовий фрегат «Меррімак» був затоплений так поспішно, що його корпус і паровий двигун були практично неушкоджені, що дало підставу Стівену Мелорі з Півдня ідею підняти його, а потім забронювати верхні борти залізними листами. Отриманий корабель отримав назву «Вірджинія». Тим часом у Джона Ерікссона були подібні ідеї, і він отримав фінансування для створення «Монітора».

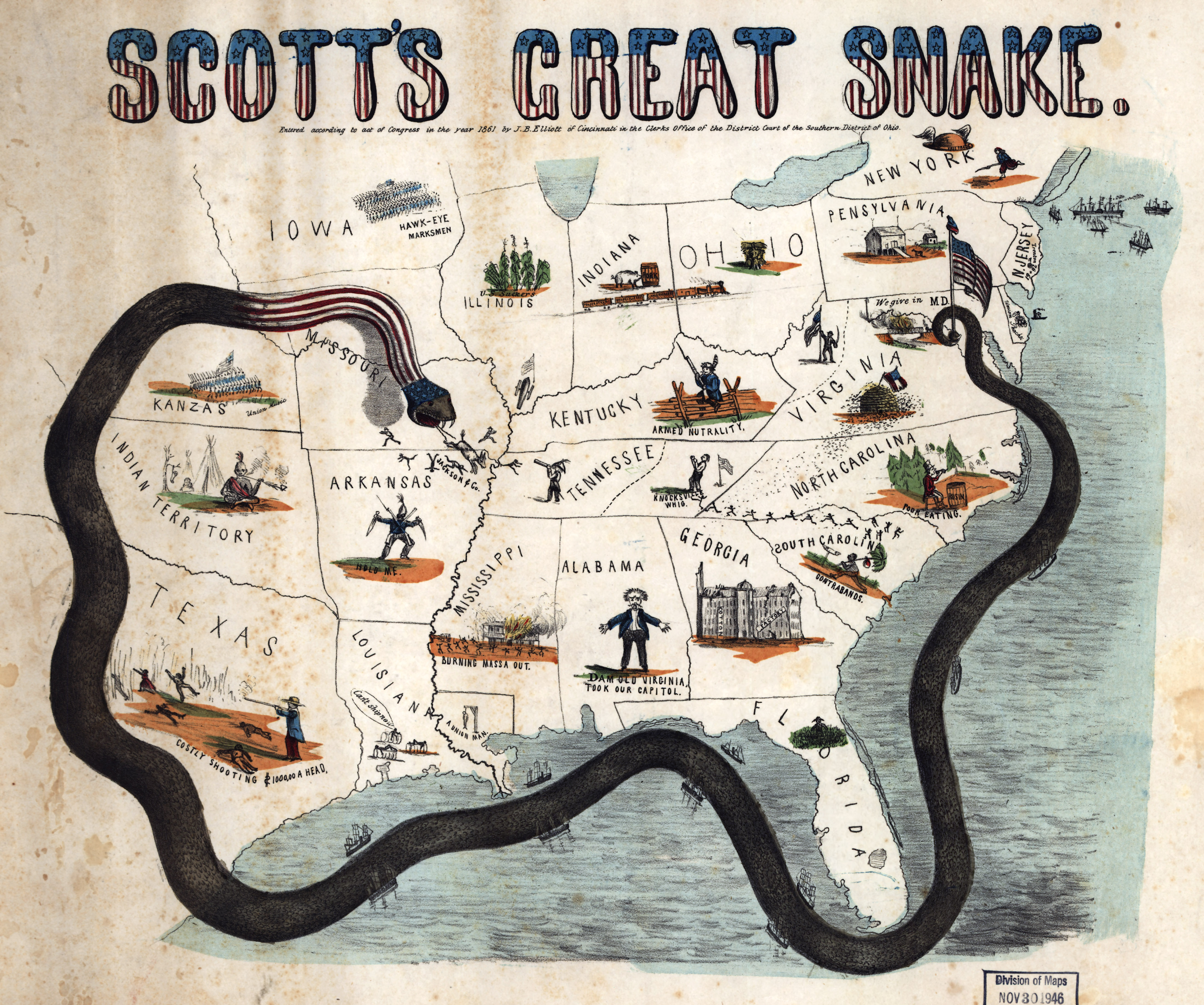
Стратегічний план боротьби Півночі проти Конфедерації «Анаконда» на початку Громадянської війни у США; план запропонований генерал-лейтенантом В. Скоттом

Генерал Вінфілд Скотт, головнокомандувач армії США на початку війни, розробив план «Анаконда», щоб виграти війну з якомога меншим кровопролиттям. Його ідея полягала в тому, що шляхом блокування кораблями Союзу головних портів послабить економіку Конфедерації; а захоплення річки Міссісіпі й прилеглих територій розколе Південь навпіл. Лінкольн прийняв план щодо блокади, щоб стиснути до смерті економіку Конфедерації, але одночасно відхилив застереження Скотта про те, що його нова армія не була готова до наступальної операції, оскільки громадська думка вимагала негайного переходу в наступ.
8 березня 1862 року ВМС Конфедерації влаштували перший бій між броненосцями, коли «Вірджинія» успішно атакувала блокаду. Наступного дня «Монітор» вступив у бій з «Вірджинією» на рейді Гемптон-Роудс. Їхній бій закінчився внічию, і пізніше Конфедерація втратила «Вірджинію», коли корабель було затоплено, щоб запобігти захопленню. «Монітор» став прототипом військового корабля нового класу — монітора — який успадкував назву на його честь, і багато кораблів цього класу було побудовано для ВМС Союзу. Хоча Конфедерація побудувала більше броньованих кораблів у війні, їм не вистачало можливості будувати або купувати кораблі, які могли б ефективно протистояти моніторам Союзу.
Поряд з будівництвом броньованих кораблів у війні Конфедерація запровадила нові технології морських мін, які стали відомі як торпеди на честь торпедного вугра, та підводних човнів. Під час битви у затоці Мобіл міни були використані для захисту гавані, в результаті підриву на яких затонув монітор Союзу «Текумсе». Після того, як «Текумсе» затонув, адмірал Девід Г. Фаррагут сказав знамениту фразу: «До біса торпеди, повний вперед!». Попередник сучасного підводного човна, «Девід», атакував «Нью-Айросайдс», використовуючи лонжеронну торпеду. Корабель Союзу був майже не пошкоджений, і гейзер води, що утворився, загасив пожежу в котлі підводного човна, зробивши підводний човен нерухомим. Інший підводний човен, «Ганлі», був розроблений для занурення та спливання на поверхню, але зрештою не працював належним чином і п'ять разів затонув під час випробувань. Атакувавши «Хаузтонік» підводний човен успішно затопив свою ціль, але сам загинув внаслідок вибуху.
Конфедерати активно використовували низку комерційних рейдерів і проривачів блокади, найвідомішим з таких був «Алабама», а «британські» інвестори побудували невеликі, швидкі проривачі блокади, які торгували зброєю та предметами розкоші, привезеними з Бермудських островів, Куби та Багамських островів, в обмін на дорогу бавовну і тютюн. Коли флот Союзу захоплював таке судно, його і вантаж продавали, а виручені кошти передавали американським морякам; полонені члени екіпажу переважно були британцями, і їх просто звільняли.
В результаті стратегії морська блокада спричинила крах економіки Півдня. Дефіцит продовольства та припасів був спричинений такими жорсткими заходами, несправністю південних залізниць, втратою контролю над головними річками та пошуком їжі арміями Союзу та Конфедерації. Рівень життя впав, навіть коли масове друкування паперових грошей призвело до зростання інфляції та недовіру до них. До 1864 року внутрішній розподіл продовольства був порушений, залишивши міста без достатньої кількості їжі та спричинивши харчові бунти по всій Конфедерації. Перемога Союзу в другій битві при форті Фішер у січні 1865 року закрила останній порт Півдня, фактично завершивши блокадні дії та прискоривши кінець війни.

### Занепад флоту (1865—1882)
Після війни флот перейшов у період занепаду. У 1864 році флот США мав 51 500 військових, майже 700 кораблів і близько 60 берегових броненосців типу монітор, що зробило його другим за величиною у світі після Королівського флоту Великої Британії. До 1880 року флот мав лише 48 кораблів, 6000 моряків, до того ж кораблі та берегові споруди були старі, але Конгрес не бачив потреби витрачати гроші на їх удосконалення. Військово-морський флот був неготовий до великої морської війни до 1897 року.
У 1871 році експедиція з п'яти військових кораблів під командуванням контрадмірала Джона Роджерса була відправлена до Кореї, щоб отримати вибачення за вбивства кількох американських моряків, які зазнали корабельної аварії, й ухвалити угоду про захист потерпілих іноземців внаслідок корабельної аварії у майбутньому. Після невеликої сутички Роджерс розпочав рейд десанту із приблизно 650 осіб на форти, що захищали Сеул. Незважаючи на захоплення фортів, корейці відмовилися від переговорів, і експедиція була змушена залишити регіон до початку сезону тайфунів. Дев'ять матросів і шість морських піхотинців отримали медалі Пошани за героїзм під час Корейської кампанії; вперше за дії в конфлікті за межами Штатів.
До 1870-х років більшість броненосців часів Громадянської війни була відправлена до резерву, залишивши Сполучені Штати фактично без броненосного флоту. Коли в 1873 році вперше спалахнула справа «Вірджиніуса», іспанський броненосець став на якір у гавані Нью-Йорка, що призвело до неприємного усвідомлення керівництвом ВМС США, що в них немає корабля, здатного протистояти такому кораблю. Військово-морський флот поспішно уклав контракти на будівництво п'яти нових броненосців і прискорив існуючу програму ремонту ще кількох.

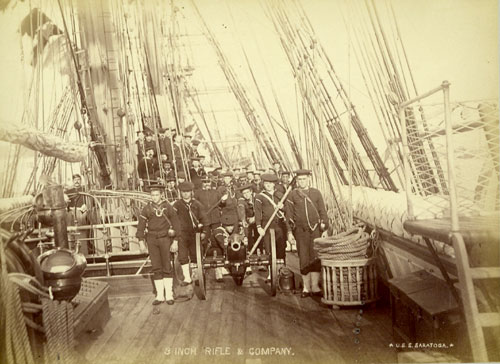
Американські матроси на борту шлюпа «Саратога»

До 1881 року, коли адміністрація Гарфілда вступила на посаду, стан військово-морського флоту ще більше погіршився. Огляд, проведений від імені нового міністра ВМС Вільяма Х. Ханта, виявив, що зі 140 у списку активних кораблів флоту лише 52 перебували у більш-менш боєготовому стані, з яких лише 17 були кораблями із залізним корпусом, включаючи 14 застарілих броненосців часів громадянської війни. Хант визнав необхідність модернізації ВМС і створив неофіційну консультативну раду для надання рекомендацій. Також було відмічено, що моральний дух значно впав; офіцери та матроси в іноземних портах дуже добре усвідомлювали, що їхні старі дерев'яні кораблі недовго проживуть у разі війни. Спроможності кораблів типу монітор фактично перешкоджали Сполученим Штатам розширювати свою владу за кордоном, і до 1890-х США мали негативні шанси протистояти у конфлікті навіть з Іспанією чи державами Латинської Америки.

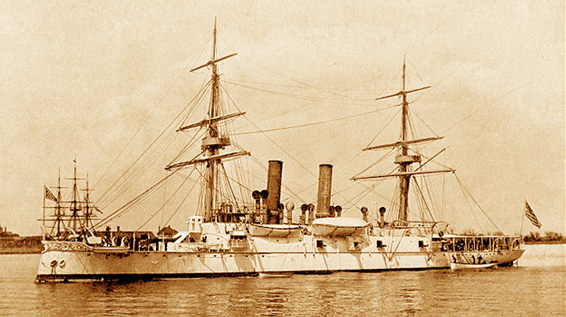
Перший американський крейсер «Атланта»

## Історія Нового флоту

### Перебудова (1882—1898)
У 1882 році за рекомендацією консультативної групи міністр ВМС Вільям Х. Хант звернувся до Конгресу з проханням про виділення коштів на будівництво сучасних кораблів. Спочатку запит було відхилено, але в 1883 році Конгрес ухвалив будівництво трьох бронепалубних крейсерів «Чикаго», «Бостон» і «Атланта», а також кур'єрського корабля «Долфін», разом відомих в історії як кораблі ABCD. У 1885 році було дозволено будівництво ще двох бронепалубних крейсерів «Чарлстон» і «Ньюарк», останнього американського крейсера, оснащений вітрильною установкою. Конгрес також дозволив будівництво перших американських лінійних кораблів «Техас» і «Мен». Кораблі ABCD виявилися чудовими, і три крейсери були організовані в еволюційну ескадру, відому в народі як «Біла ескадра» через колір корпусів, який використовувався для навчання покоління офіцерів і матросів. До 1910 року, коли була створена система навчання, більшість моряків були іноземними найманцями, які погано розмовляли англійською.

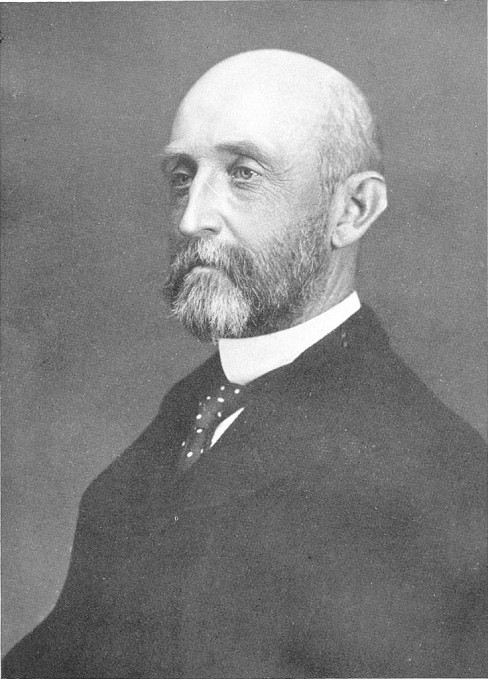
Альфред Меген

Видана у 1890 році, книга американського капітана Альфреда Тайєра Мегена «Вплив морської сили на історію, 1660—1783», справила неабиякий вплив на основні флоти по всьому світу. У Сполучених Штатах це спонукало до розширення військово-морських сил як для уряду, так і для широкої громадськості. Із завоюванням фронтиру прихильникам географічної експансії довелося дивитися назовні, до Карибського басейну, Гаваїв і Тихого океану, і, маючи доктрину Явного призначення як філософського обґрунтування, багато хто бачив ВМС як важливу частину реалізації цієї доктрини поза межами американського континенту.
У 1890 році доктрина Мегена вплинула на військово-морського міністра ВМС Бенджаміна Ф. Трейсі, який запропонував Сполученим Штатам розпочати будівництво не менше 200 кораблів усіх типів, але Конгрес відхилив цю пропозицію. Натомість Закон про ВМС 1890 року дозволив будівництво трьох лінійних кораблів: «Індіана», «Массачусетс» та «Орегон», а потім «Айова». Приблизно на початку XX століття два пре-дредноути типу «Кірсардж» і три типу «Іллінойс» були завершені або будувались, але, завдяки цьому ВМС США перемістилося з дванадцятого місця у 1870 році на п'яте місце серед флотів світу.
Поступово змінювалася і тактика ведення морського бою, особливо стрільба на дальні дистанції, яка стала центральною проблемою в навчанні екіпажів. «Пурітан» та чотири монітори типу «Амфітріта», замовлені у 1873 році, були завершені в 1880-х і 1890-х роках. За ними пішли «Монтеррей» і монітори типу «Арканзас». Усі ці кораблі, окрім типу «Арканзас», пізніше братимуть участь в іспано-американській війні 1898 року. Розвиток сучасної торпедної техніки в Європі між 1866 і 1890 роками також призведе до того, що ВМС побудувало 35 парових міноносців між 1890 і 1901 роками для берегової оборони.

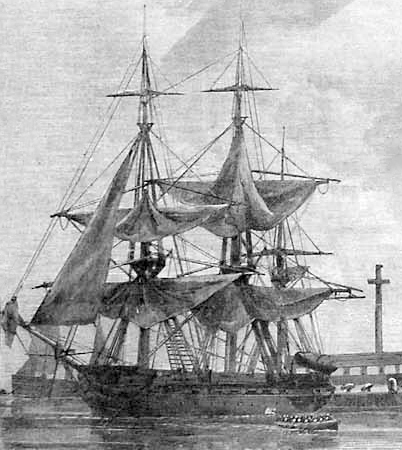
Шлюп «Вандалія», що брав участь в Другій фіджійській експедиції

### Іспансько-американська війна
Сполучені Штати були зацікавлені у придбанні іспанських колоній в Новому Світі, зокрема Куби, але Іспанія відмовилася. Газети писали історії, багато з яких були вигаданими, про звірства, вчинені в іспанських колоніях, що підвищило напруженість між двома країнами. Повстання на острові дало США привід відправити панцерний крейсер «Мен» на Кубу, а вибух корабля в Гаванській гавані, що стався незабаром, тільки посилив підтримку війни з Іспанією з боку американської спільноти. Причину вибуху розслідувала комісія з розслідування, яка в березні 1898 року дійшла висновку, що вибух спричинила морська міна, але громадськість чинила тиск, намагаючись звинуватити Іспанію в затопленні корабля. Разом з цим, пізніші розслідування довели факт внутрішнього вибуху в одному з льохів, що було викликано підвищенням температури від пожежі в сусідньому вугільному бункері.

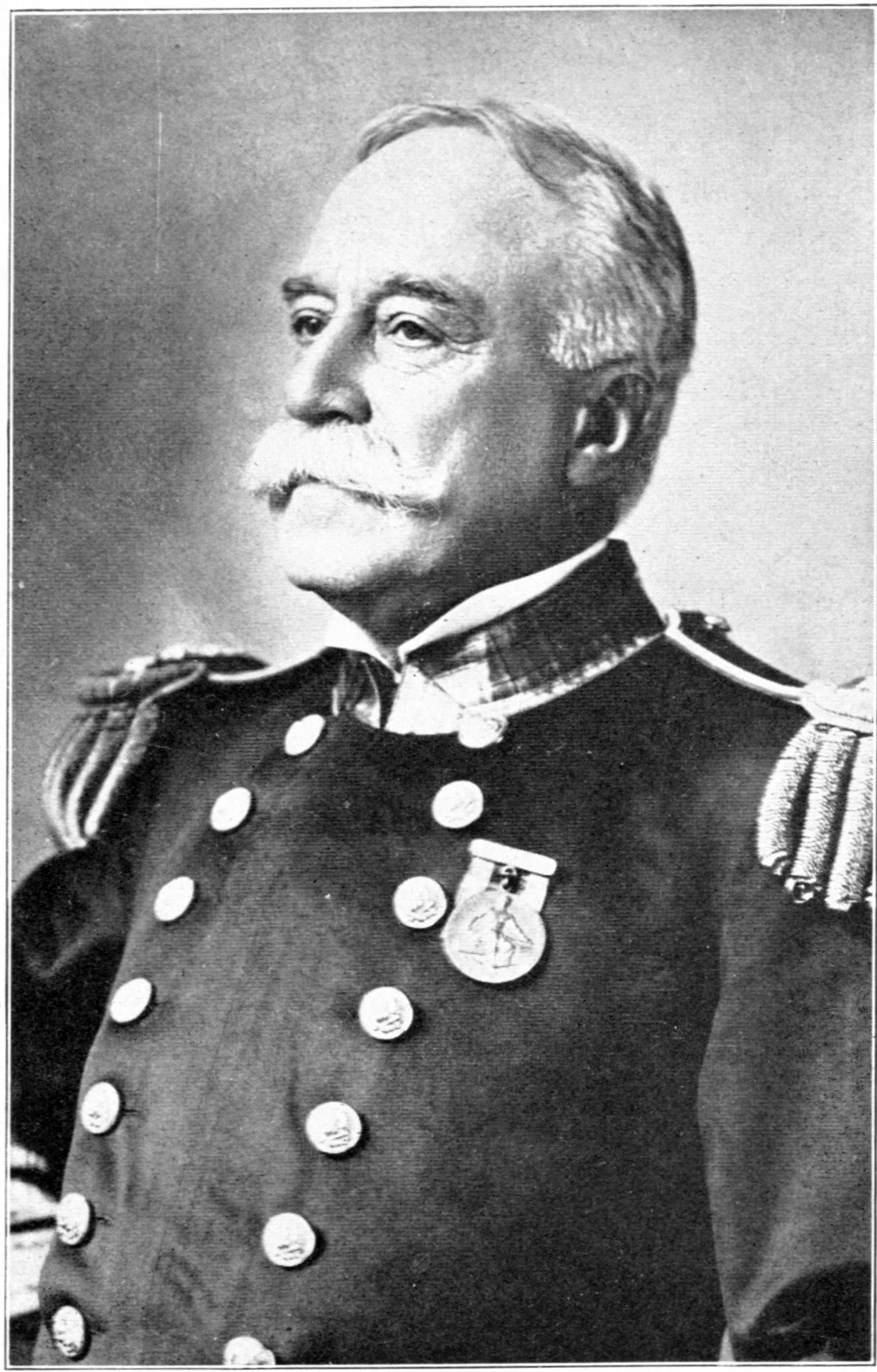
Джордж Д'юї

Помічник військово-морського міністра Теодор Рузвельт потай організував концентрацію сил флоту до ведення бойових дій, до того, як у квітні 1898 року було оголошено іспано-американську війну. Азійська ескадра під командуванням Джорджа Д'юї негайно вирушила з Гонконгу до Філіппін, атакувавши і завдавши рішучої поразки іспанському флоту в битві в Манільській затоці. Через кілька тижнів Північноатлантична ескадра знищила більшість важких іспанських військово-морських сил у Карибському морі в битві при Сантьяго-де-Куба.

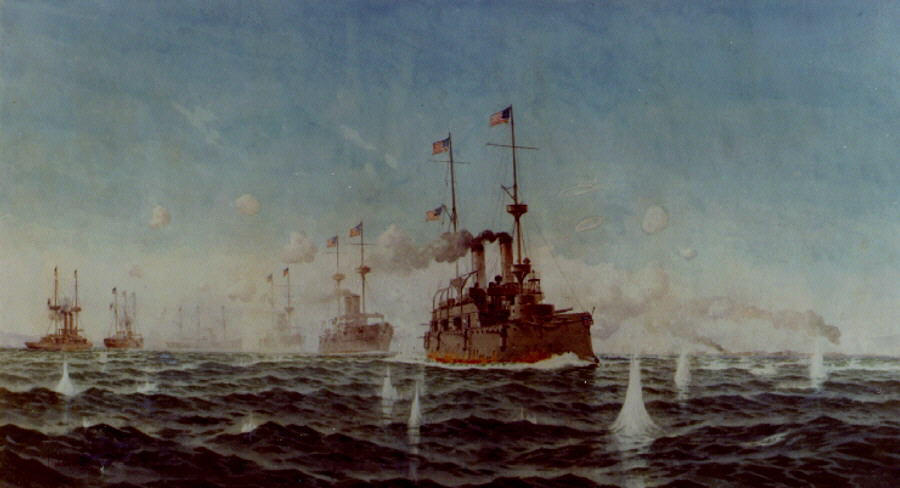
Битва в Манільській бухті. Іспансько-американська війна. 1 травня 1898

Набутий американським флотом у цій війні досвід з одного боку був обнадійливим, оскільки США перемогли, багато в чому завдяки саме флоту. Але, водночас був застережливий момент, оскільки ворог являв собою один із найслабших флотів у світі тих часів. Крім того, атака на Манільську затоку була надзвичайно ризикованою, під час якої американські кораблі могли зазнати серйозних пошкоджень або залишитися без запасів, оскільки вони знаходилися за 7000 миль від найближчої американської гавані. Це мало б справити глибокий вплив на військово-морську стратегію і загалом на американську зовнішню політику протягом наступних кількох десятиліть.

### Розквіт сучасного флоту (1898—1914)
На щастя для Нового флоту, його найпалкіший політичний прихильник, Теодор Рузвельт, у 1901 році став президентом. За його правління флот перетворився з шостого за величиною у світі на другий після британського Королівського флоту. Адміністрація Теодора Рузвельта втручалася в політику Карибського басейну та Центральної Америки, застосовуючи флот у 1901, 1902, 1903 та 1906 роках. У своїй промові в 1901 році Рузвельт сказав: «Розмовляючи тихо і тримаючи велику палицю, ти далеко зайдеш», яка була наріжним каменем дипломатії під час його президентства.
Рузвельт вважав, що контроль США над Панамським каналом становить життєво важливий стратегічний інтерес для ВМС США, оскільки він значно скорочував час переходу американських військових кораблів між двома узбережжями. Рузвельт зміг добитися скасування рішення про будівництво Нікарагуанського каналу і натомість доклав чималих зусиль до купівлі Панамського перешийку після невдалих спроб Франції. Перешийок контролювався Колумбією, і на початку 1903 року обидві країни підписали договір Гея-Еррана, який передав контроль над каналом Сполученим Штатам. Після того як колумбійський сенат не зміг ратифікувати договір, Рузвельт натякнув панамським повстанцям, що якщо вони повстануть, ВМС США підтримають їхню справу в боротьбі за незалежність. 3 листопада 1903 року Панама проголосила свою незалежність, і «Нешвілл» перешкоджав будь-якому втручанню з боку Колумбії. 23 лютого 1904 року панамці-переможці дозволили США контролювати зону Панамського каналу за 10 мільйонів доларів США. В 1905 році для захисту каналу була побудована військово-морська база в Гуантанамо на Кубі.
Остання технологічна інновація того часу, підводні човни, були розроблені в штаті Нью-Джерсі ірландсько-американським винахідником Джоном Філіпом Голландом. Восени 1900 року його підводний човен «Голланд» був офіційно прийнятий на службу ВМС США. Російсько-японська війна 1905 року та спуск британцями «Дредноута» наступного року дали поштовх програмі будівництва. Наприкінці 1907 року Рузвельт мав шістнадцять нових пре-дредноутних лінійних кораблів, щоб утворити свій «Великий Білий флот», який він відправив у навколосвітній похід. Попри тому, що номінально похід мав мирні наміри і слугував цінним тренуванням для ВМС, що швидко зростав, ця подорож також була надзвичайно корисна в політичному плані як демонстрація могутності та можливостей США; у кожному порту політичних керівників та військово-морських офіцерів як потенційних союзників, так і ворогів зустрічали на борту американських лінкорів та проводили їм екскурсії. Круїз мав бажаний ефект, і згодом американську владу сприйняли більш серйозно.
Великий похід навчив керівництво ВМС, що в усьому світі потрібно мати більше військово-морських баз та станцій для заправлення й обслуговування своїх кораблів, а також стратегічний потенціал Панамського каналу, будівництво якого було завершено в 1914 році. Великому білому флоту було потрібно майже 50 вугільних кораблів, і під час круїзу більшість вугілля флоту було закуплено у британців, які вони могли відмовити в доступі до палива в разі настання військової кризи, як це стало з Росією під час російсько-японської війни.

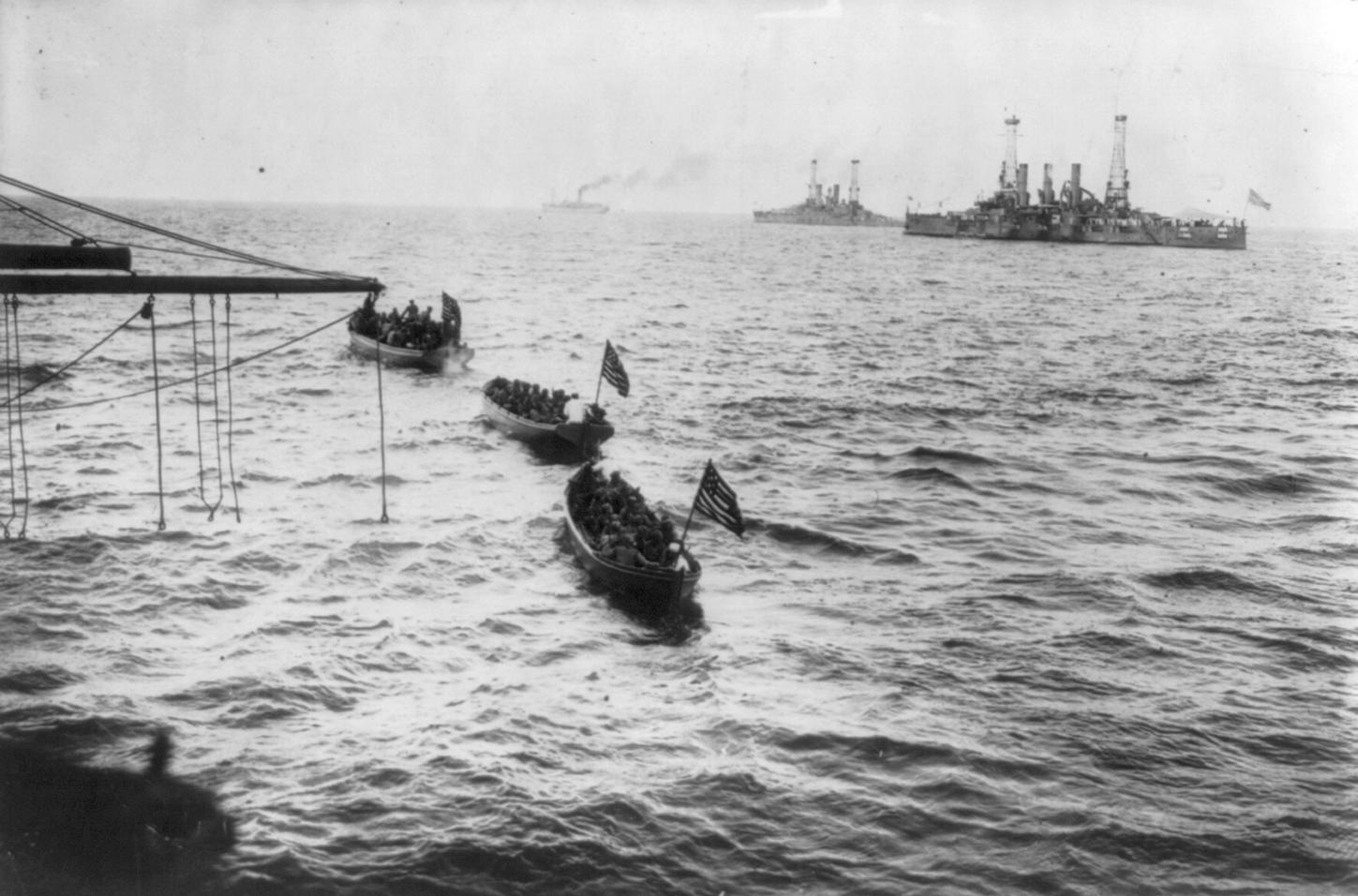
Висадка морського десанту з американських бойових кораблів. Американська окупація Веракруса

### Перша світова війна (1914—1918)
Коли американські агенти виявили, що німецьке торгове судно «Іпіранга» з вантажем гвинтівок, кулеметів і боєприпасів, закупленим російським віце-консулом Леоном Раастом, збирається пришвартуватися у Веракрусі, президент Вудро Вільсон наказав військово-морським силам зупинити німецьке судно в порту Веракрус. 21 квітня підготовлений адміралом Ф. Флетчером десант з 285 озброєних матросів з лінкорів «Флорида» і «Юта» та 502 морських піхотинці на вельботах висадився у морському порту Веракруса. В результаті боїв у мексиканському місті, морській піхоті за підтримки вогню корабельної артилерії «Сан-Франціско», «Честер» і «Прерія» вдалося опанувати Веракрус. Всього за героїзм у цій експедиції 55 людей було відзначено медалями Пошани, найбільша кількість, яка коли-небудь вручалася за одну дію.

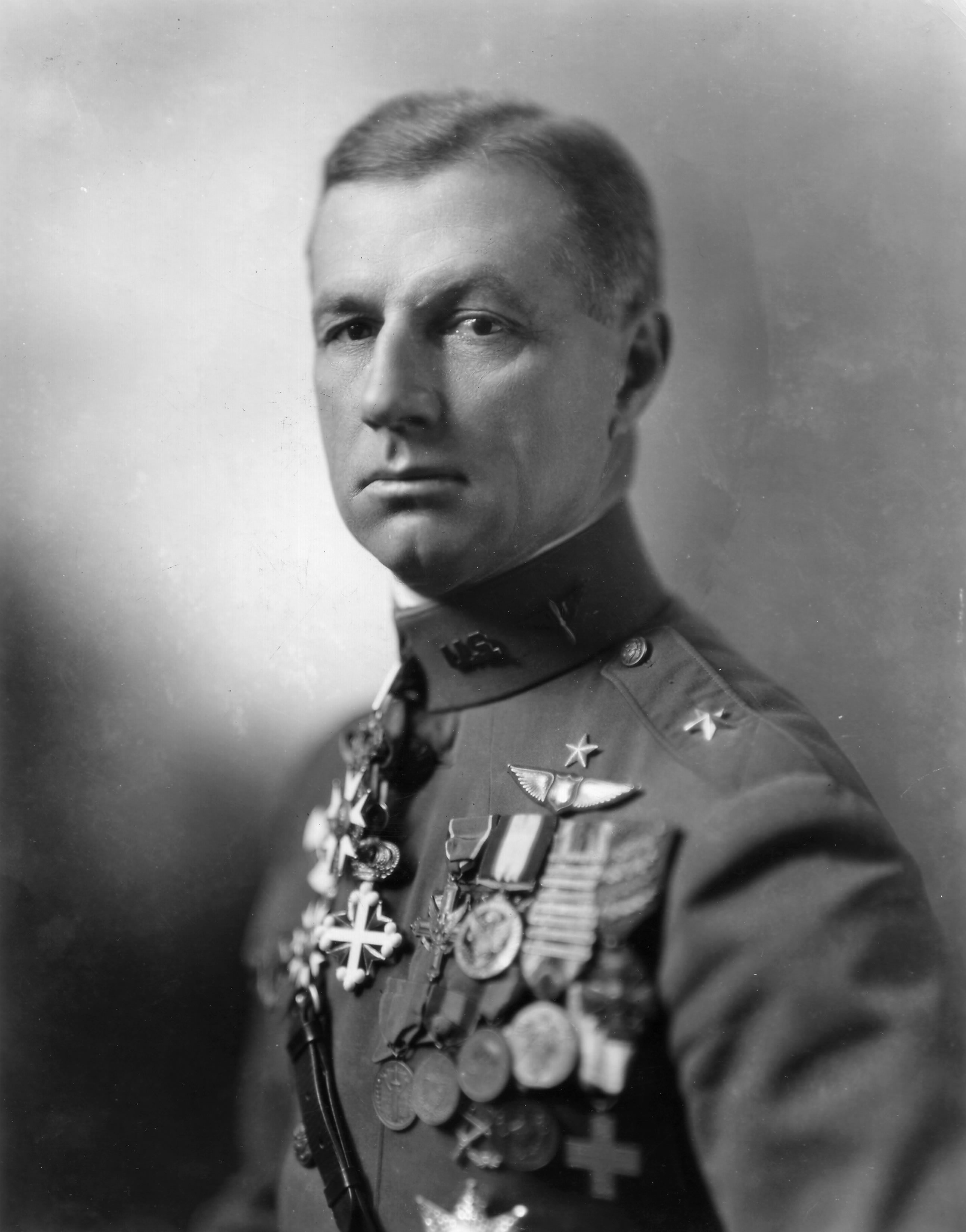
Вільям Мітчелл

#### Підготовка до війни (1914—1917)
На фоні розв'язаної Німецької імперією необмеженої підводної війни, попри декларацію США про свій нейтралітет і невтручання в європейський конфлікт, 7 травня 1915 року британський пасажирський лайнер «Лузітанія» був затоплений німецьким підводним човном U-20, що спровокувало кардинальні зміни в настроях американського суспільства та заклики до війни. Скандал із затопленням судна, на борту якого загинуло 763 людини змусив німців призупинити необмежену підводну війну. У Сполучених Штатах після тривалих дебатів Конгрес ухвалив Акт про Військово-морський флот 1916 року, який дозволив трирічну програму будівництва 10 лінійних кораблів, 6 лінійних крейсерів, 10 крейсерів-скаутів, 50 есмінців і 67 підводних човнів на суму 500 мільйонів доларів США . За задумом замислювалося створити збалансований флот, що володітиме спроможностями ведення сучасної війни на морі, водночас, виходячи з особливостей Першої світової війни, есмінці грали набагато важливішу роль, тому що вони мали обслуговувати підводні човни та конвої. До кінця війни було замовлено 273 міноносці; більшість було добудовано після закінчення Першої світової війни, але багато хто служив у Другій світовій війні. Американське керівництво флотом не мало деталізованих планів застосування, окрім оборони головних американських баз та прибережних вод.
Міністр ВМС Джозефус Деніелс доклав чимало зусиль на розвиток системи освіти та підготовки кадрів ВМС і за його каденцію створив військово-морський коледж, який став незамінним закладом підготовки майбутніх адміралів. Ігноруючи стратегічні потреби нації та зневажаючи поради своїх експертів, Деніелс призупинив засідання Об'єднаного комітету армії та флоту на два роки, оскільки він давав небажані на його думку поради. Він наполовину скоротив рекомендації Генеральної ради щодо нових кораблів, зменшив повноваження офіцерів на верфях ВМС, де кораблі будувались і ремонтувалися, й ігнорував адміністративний хаос у своєму відомстві. Бредлі Фіске, один із найбільш новаторських адміралів в історії американського військово-морського флоту, був головним помічником Деніелса в 1914 році; він рекомендував реорганізацію, яка підготувала б флот до війни, але Деніелс відмовився. Замість цього він змінив Фіске в 1915 році і призначив на нову посаду керівника військово-морськими операціями невідомого капітана Вільяма С. Бенсона. Обраний за свою поступливість, Бенсон виявився спритним бюрократом, який був більше зацікавлений у підготовці до остаточного протистояння з Британією, ніж неминучого конфлікту з Німеччиною.
У 1915 році Деніелс створив Морську консультаційну раду на чолі з Томасом Едісоном, щоб отримати поради та рекомендації провідних учених, інженерів та промисловців. Він популяризував технологію, підтримував розширення військово-морського флоту та його боєготовність, і добре висвітлював це у ЗМІ. Деніелс і Бенсон відхилили пропозиції відправити спостерігачів до Європи, залишивши, таким чином, флот у невіданні щодо успішності німецької підводної кампанії. Після війни адмірал Вільям Сімс звинуватив, що у квітні 1917 року лише 10 % відсотків бойових кораблів було повністю укомплектовано; решті бракувало до 43 % моряків. Лише третина кораблів була повністю готова. Легких протичовнових кораблів було небагато, ніби ніхто не помітив фактору підводних човнів, який два роки був у центрі війни на морі. Єдиний військовий план військово-морського флоту, «Чорний план», припускав, що Королівського флоту не існує і що німецькі лінкори вільно пересуваються Атлантикою та Карибським морем і загрожують Панамському каналу. Останній біограф зробив висновок, що «це правда, що Деніелс не підготував флот до війни, у якій йому доведеться брати участь».

#### Участь у світовій війні 1917—1918
26 березня 1917 року президент Вільсон наказав збільшити чисельність Корпусу морської піхоти; і випуск Військово-морської академії Сполучених Штатів 1917 року закінчив за три місяці раніше 29 березня до того, як у квітні 1917 року Америка вступила у війну. Офіцерів у відставці було відкликано на дійсну службу для проходження служби у берегових установах та інсталяціях, що дало можливість вивільнити молодих офіцерів для військової служби на кораблях флоту. Військово-морським силам було передано контроль над береговою охороною та військово-морським ополченням у складі 584 офіцерів і 7933 матросів, які були призначені до берегової патрульної служби та військово-морського резервного повітряного корпусу. Флоту передали контроль над усіма бездротовими (радіо)станціями США і демонтували ті, що були в менш корисних місцях, щоб зберегти обладнання для військового використання. Роль ВМС здебільшого обмежувалася супроводом конвоїв та транспортуванням військ, а також постановкою мінних загороджень у Північному морі.
Першим підрозділом флоту, надісланим до Європи, був Перший загін аеронавтики із семи морських офіцерів і 122 матросів, які прибули до Франції 5 червня 1917 року для формування Північної бомбардувальної групи. Згодом США направили групу лінкорів у Скапа-Флоу, щоб приєднатися до британського Великого флоту, есмінці були відправлені також до Квінстауна, в Ірландії. Американські підводні човни забезпечували підтримку в охороні конвоїв. Кілька полків морської піхоти також було направлено до Франції. Перша перемога військово-морського флоту у війні відбулася 17 листопада 1917 року, коли «Феннінг» і «Ніколсон» потопили німецький підводний човен U-58. Під час Першої світової війни Військово-морський флот був першим видом збройних сил Сполучених Штатів, який дозволив приймати на військову службу жінок, які не були медсестрами. 17 березня 1917 року першою жінкою, яка поступила на службу у ВМС США, була Лоретта Перфектус Волш.

### Посилення та розширення флоту у міжвоєнний період (1918—1941)
Наприкінці Першої світової війни ВМС США налічували майже 500 000 офіцерів і матросів і за чисельністю особового складу вони були найбільшими у світі. Молодші офіцери були в захваті від потенціалу наземної морської авіації, а також потенційної ролі авіаносців. Начальника військово-морських операцій Бенсона серед них не було. Він намагався ліквідувати морську авіацію в 1919 році, тому що він не міг «уявити будь-яку користь, яку флот коли-небудь матиме для авіації». Однак Рузвельт прислухався до провидців і скасував рішення Бенсона.
Після короткого післявоєнного періоду демобілізації основні морські держави світу розпочали програми збільшення розміру та кількості своїх головних кораблів. План Вільсона щодо провідного у світі комплекту капітальних кораблів призвів до японської контрпрограми та плану британців побудувати достатню кількість кораблів для підтримки Королівського військово-морського флоту, що перевершуватиме обидва флоти. Американський ізоляціоністський настрій та економічні занепокоєння інших держав врешті призвели до Вашингтонської військово-морської конференції 1921 року. Результати конференції включали Вашингтонський морський договір (також відомий як Договір п'яти держав) і обмеження на використання підводних човнів. Договір передбачав співвідношення 5:5:3:1:1 для капітальних кораблів між державами-учасницями договору. Договір визнав ВМС США рівноправним Королівському флоту з 525 000 тоннами капітальних кораблів і 135 000 тоннами авіаносців, а Японію — третьою державою. Багато старих кораблів було списано на металобрухт п'ятьма країнами, щоб відповідати обмеженням угоди, а нове будівництво капітальних кораблів різко скоротилося.
Одним з наслідків такої угоди стало заохочення розвитку легких крейсерів і авіаносців. Перший американський авіаносець, переобладнане вугільне судно під назвою «Ленглі», у 1922 році було введено в експлуатацію. Незабаром до нього приєдналися «Лексингтон» і «Саратога», які будувалися як лінійні крейсери, поки договір не заборонив це. У 1921 році було створено Бюро повітроплавання; морських авіаторів стали називати членами Корпусу військово-морської авіації США.
Армійський льотчик Вільям Мітчелл кинув виклик ВМС, намагаючись продемонструвати, що військові кораблі можуть бути знищені наземними бомбардувальниками. Він зруйнував свою кар'єру в 1925 році, публічно звинувативши вищих керівників армії та флоту в некомпетентності за їхнє «майже зрадницьке управління національною обороною».
Керівник військово-морськими операціями Вільям В. Претт (1930—1933) погодився з позицією Президента Гувера щодо роззброєння та з відстрочкою нового будівництва та скороченням флоту. Інші військово-морські офіцери різко не погоджувалися з політикою Гувера.
Президент Франклін Рузвельт брав участь у цивільному контролі ВМС під час Першої світової війни, знав багатьох старших офіцерів і рішуче підтримував нарощування спроможностей військово-морським флотом. Закон Вінсона-Траммелла 1934 року встановив системну програму будівництва та модернізації кораблів, щоб довести ВМС до максимального розміру, дозволеного договором. Договори про обмеження військово-морських сил також стосувалися баз, але Конгрес схвалив будівництво баз гідролітаків лише на островах Вейк, Мідвей і в Датч-Гарборі та відхилив будь-які додаткові кошти для баз на Гуамі та Філіппінах. Отже, американські кораблі проєктувалися з більшою витривалістю та радіусом дії, що дозволяло їм діяти вдалі від баз і міжремонтними періодами.
Частка сил ВМС була присутня на Далекому Сході, базуючись на ВМБ на Філіппінах, що належали США, і угрупованням річкових канонерських човнів, що виконували завдання у силах патрулювання на річці Янцзи в Китаї. 12 грудня 1937 року канонерський човен «Панай» був розбомблений і обстріляний японськими літаками. Вашингтон швидко прийняв вибачення та компенсацію Японії за цей інцидент.
Військово-морський акт 1936 року дозволив будівництво першого нового лінійного корабля з 1921 року й у жовтні 1937 року був закладений «Норт-Керолайн». Другий закон Вінсона дозволив збільшити чисельність ВМС на 20 %, а в червні 1940 року Закон про ВМС двох океанів дозволив збільшення ВМС ще на 11 %. Керівник військово-морських операцій Гарольд Рейнсфорд Старк попросив ще одне збільшення на 70 %, тобто близько 200 додаткових кораблів, що було дозволено Конгресом менш ніж за місяць. У вересні 1940 року за угодою «есмінці в обмін на бази» Британія отримала вкрай необхідні есмінці — часів Першої світової війни — в обмін на використання США британських баз.
У 1941 році Атлантичний флот був відновлений. Перший постріл американського флоту пролунав 9 квітня, ще до офіційного вступу США у війну, коли есмінець «Найблек» скинув глибинні бомби на виявлений підводний човен U-52, який був змушений залишити район патрулювання американського есмінця, і коли «Найблек» рятував тих, хто вижив із торпедованого голландського вантажного судна. У жовтні есмінці «Карні» і «Рубен Джеймс» були торпедовані, і 31 жовтня 1941 року «Рубен Джеймс» загинув унаслідок атаки німецького підводного човна U-552 під командуванням капітан-лейтенанта Еріха Топпа.

#### Передвоєнні підводні човни
Підводні човни були інструментом «тихою війни» і стратеги розглядали цей новий клас військового корабля, значною мірою під впливом майже успішної німецької кампанії підводних човнів. Ще в 1912 році лейтенант Честер Німіц виступав за те, щоб підводні човни великої дії супроводжували флот для розвідки розташування ворога. Новим головою секції підводних човнів у 1919 році став капітан Томас Гарт, який стверджував, що підводні човни можуть виграти наступну війну: «Немає більш швидкого чи ефективнішого методу перемогти Японію, ніж перерізання її морських комунікацій». Однак Гарт був вражений, дізнавшись, наскільки американські підводні човни відстали у порівнянні із захопленими німецькими підводними човнами, і наскільки вони не готові до своєї місії.
В результаті довгих комбінацій позиція підводників узяла гору у військово-морській стратегії застосування флоту, але їхні човни ще не були здатні впоратися з місією. На 1934 рік постала проблема проектування відповідних нових човнів яка була вирішена в 1936 році, коли на воду були спущені перші нові зварні підводні човни великої дальності. Ще кращими були підводні човни типу «Салмон» (спущені на воду в 1937 році) та їх наступники підводні човни «Тамбор» 1939 року та «Гато» 1940 року. Нові моделі коштували близько 5-6 мільйонів доларів кожна. Маючи довжину 90 м і 1500 тонн водотоннажності, вони були вдвічі більші за німецькі підводні човни, але все ще залишалися дуже маневреними. Лише за 35 секунд вони могли зануритися на глибину майже 20 метрів. Чудовий комп'ютер керування торпедним вогнем Mark 3 TDC (аналоговий комп'ютер) брав дані з перископа або сонара про пеленг цілі, дальність і кут у носовій частині та безперервно обробляв курс і правильний кут гіроскопа для залпу торпедою до моменту пуску. Шість носових та 4 кормових торпедних апаратів були готові для запуска 24 торпед Mk-14. Плаваючи на поверхні зі швидкістю 20 вузлів (за допомогою 4 дизельних двигунів) або маневруючи під водою зі швидкістю 8-10 вузлів (за допомогою електродвигунів, що живляться від батарей), вони могли кружляти навколо тихохідних торгових суден. Нова сталь і технології зварювання зміцнили корпус, дозволивши підводним кораблям занурюватися на глибину понад 120 метрів, щоб уникнути глибинних бомб. Здійснюючи довготривалі походи, 65 членів екіпажу насолоджувалися на борту човна хорошими умовами проживання, разом із замороженими стейками та кондиціонерами, щоб справлятися з гарячими водами Тихого океану. Нові субмарини могли залишатися автономними в морі 75 днів і долати 10 000 миль без поповнення. Підводники думали, що готові, але у них були дві приховані вади. Грошова атмосфера 1930-х років породила «гіперобережних» командирів і несправні торпеди. Обидва чинники вплинули на першому етапі Другої світової війни на боєздатність субмарин.

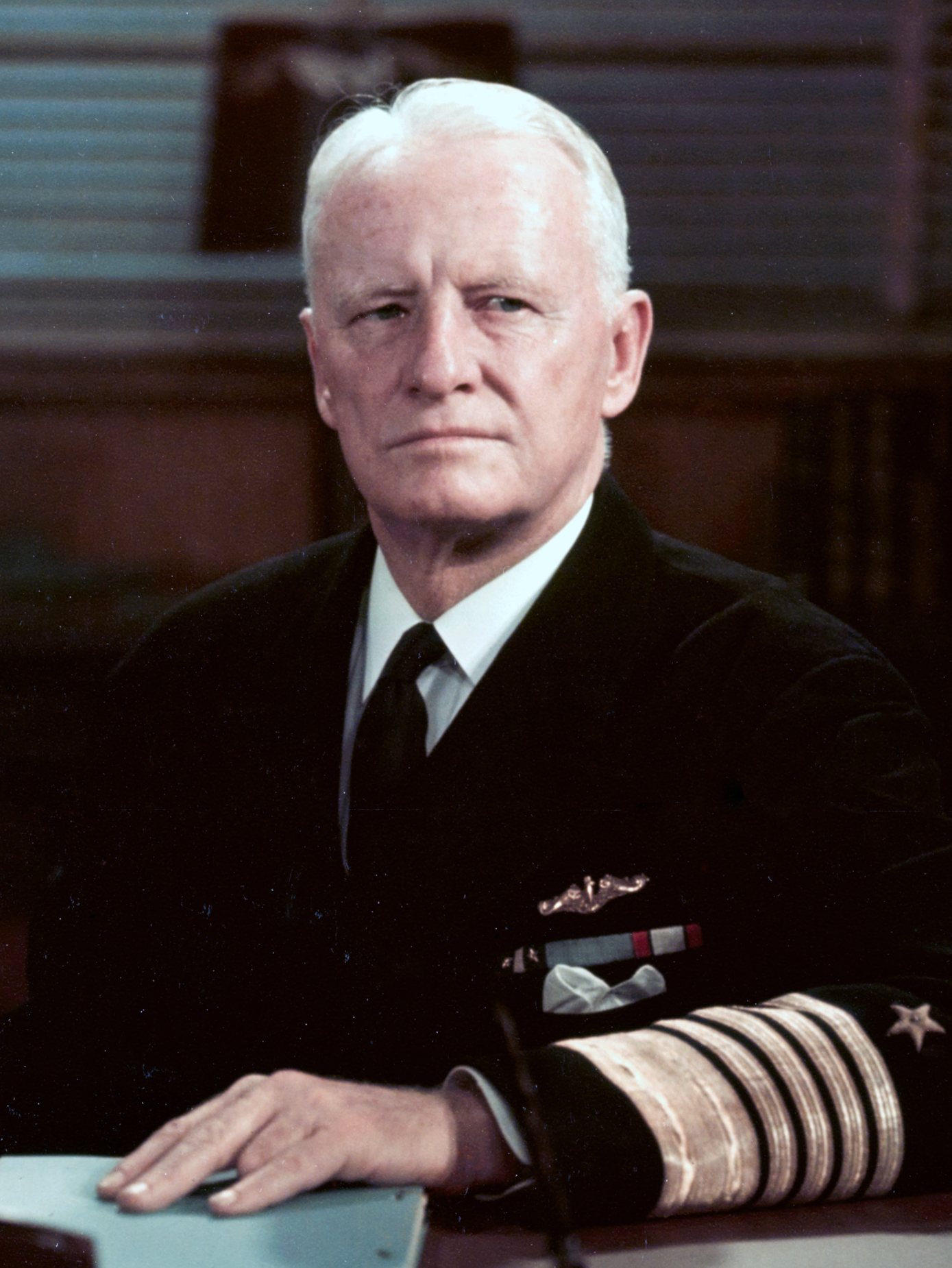
Честер Німіц

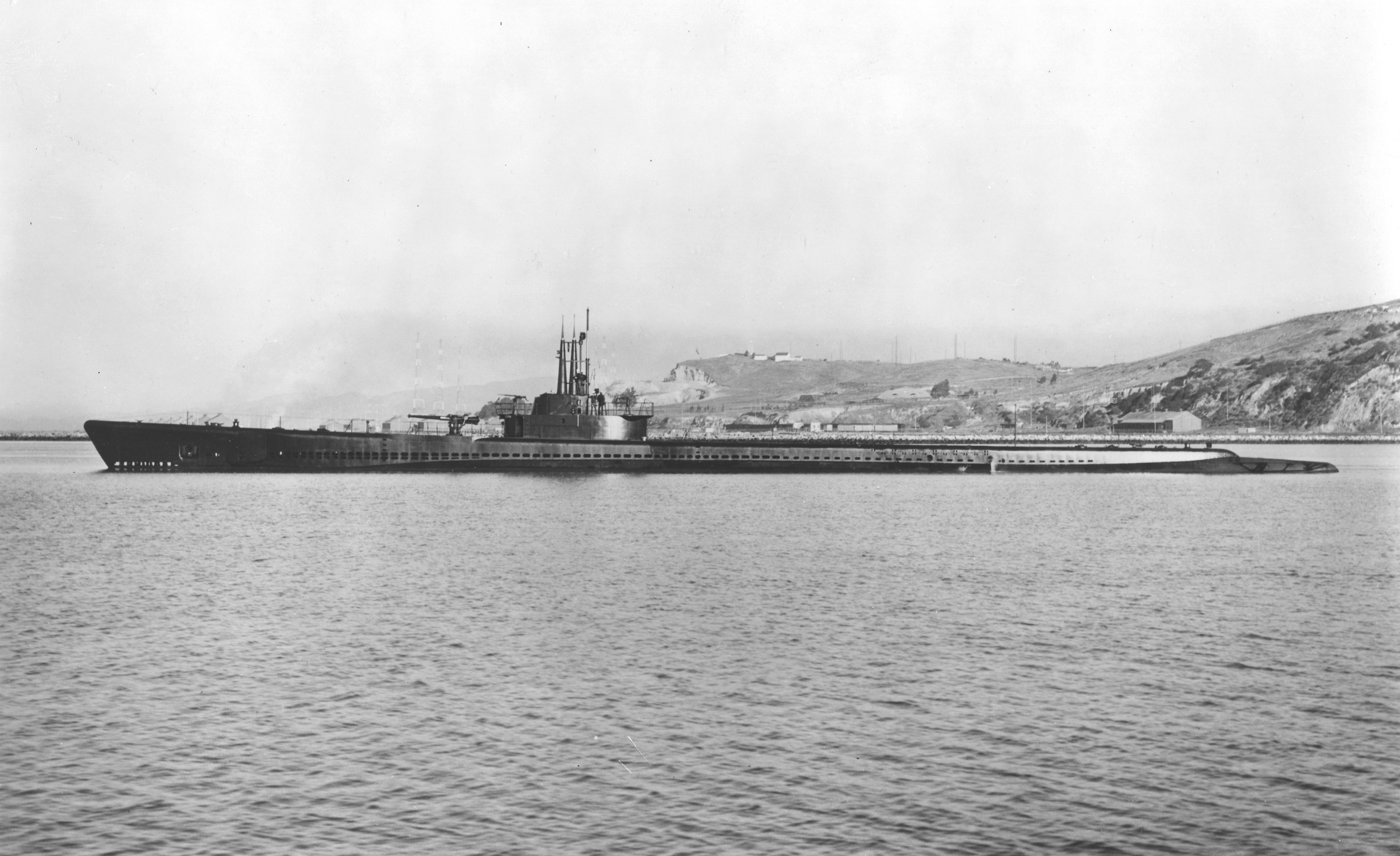
Американський підводний човен «Танг», та за водотоннажністю затоплених у війні суден

## Друга світова війна (1941—1945)
Після катастрофи в Перл-Гарборі Рузвельт звернувся до найагресивнішого моряка, адмірала Ернеста Дж. Кінга. Маючи досвід роботи з великою корабельною артилерією, авіацією та підводними човнами, Кінг мав широкі знання та цілковиту відданість перемозі. Він був, можливо, найвпливовішим адміралом в історії американського флоту; його ненавиділи, але підкорялися, оскільки він приймав усі рішення зі свого командного пункту у Вашингтоні й уникав чиїхось думок чи порад. Попри рішення Об'єднаного комітету начальників штабів під керівництвом адмірала Вільяма Д. Легі зосередитися спочатку проти Німеччини, Кінг зробив своїм найвищим пріоритетом поразку Японії. Наприклад, Кінг наполягав на боротьбі за Гуадалканал, незважаючи на серйозні заперечення з боку армійського керівництва. Його головна ударна сила концентрувалася навколо авіаносців, що базувалися в Перл-Гарборі під командуванням Честера Німіца. Німіц мав один основний бойовий флот з тими самими кораблями та матросами, але двома системами командування, які кожні кілька місяців змінювалися між адміралом Буллом Гелсі та адміралом Реймондом А. Спрюенсом. Американський флот мав велику перевагу над противником: його шифрувальники зламали японський код. У червні 1942 року вони узнали, що Гаваї є наступною ціллю і що флот Ямамото завдасть удару по острову Мідвей. У Кінга було лише чотири авіаносці; він відправив їх усіх на Мідвей, де за дивовижні кілька хвилин вони потопили японські авіаносці. Це дало американцям перевагу у вогневій потужності, яка швидко зростала, оскільки нові американські військові кораблі з'являлися набагато швидше, ніж Японія могла їх побудувати. Кінг приділяв особливу увагу підводним човнам для боротьби з надмірно розгалуженою японською системою матеріально-технічного забезпечення. Вони були побудовані для далеких місій у тропічних водах і зосереджувалися на затопленні японських вантажних суден, транспортних засобів доставки військ і нафтових танкерах, які забезпечували японські та окуповані території. Південно-західна частина Тихого океану, розташована в Австралії, перебувала під контролем генерала армії Дугласа Макартура; Кінг виділив йому власний флот під командуванням адмірала Томаса К. Кінкейда, але не надав йому важких авіаносців.

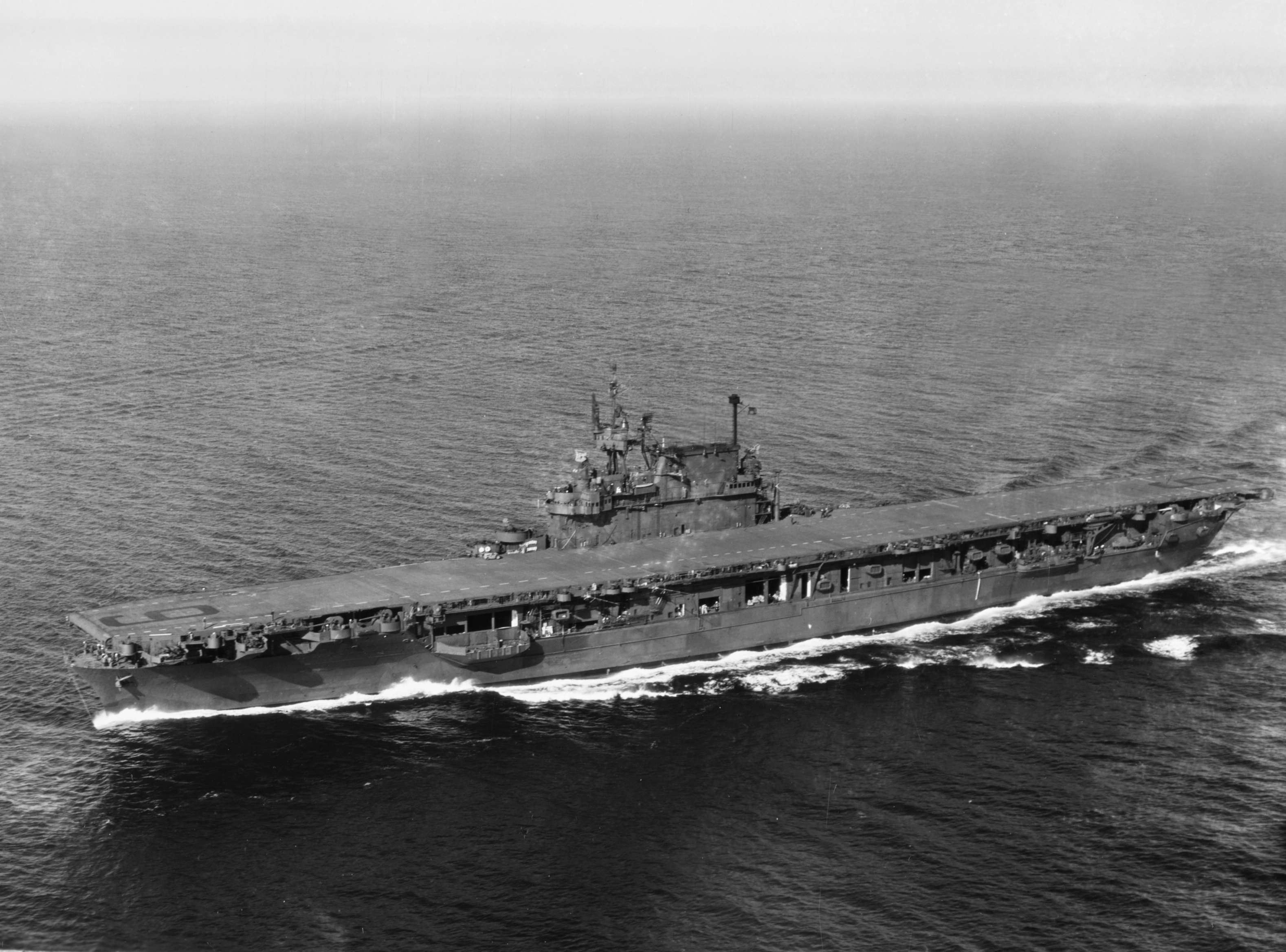
Американський авіаносць «Ентерпрайз»,

7 грудня 1941 року японська авіаносна ударна група здійснила напад на Перл-Гарбор, потопивши або вивівши з ладу весь флот американських лінійних кораблів. Велика поразка змусила адмірала Кінга розробити нову стратегію, засновану на застосуванні авіаносців. Попри те, що затонулі лінкори було піднято, і було побудовано багато нових, лінкори вже грали другорядну роль у війні, обмежуючись головним чином бомбардуванням островів, призначених для висадки морських десантів. Домінування на флоті з часів Громадянської війни «принципу великих гармат» (англ. «Big Gun») втратило свій вплив.
Протягом наступних шести місяців США були безпорадними, коли японський вал прокотився через західну частину Тихого океану, блискавично захоплюючи острівні держави й колонії, зокрема американські Філіппіни, а також головну британську базу в Сінгапурі й вирвався в Індійський океан. Лише влітку 1942 року, після низки гірких поразок, ситуація для військово-морських сил союзників більш-менш стабілізувалася.

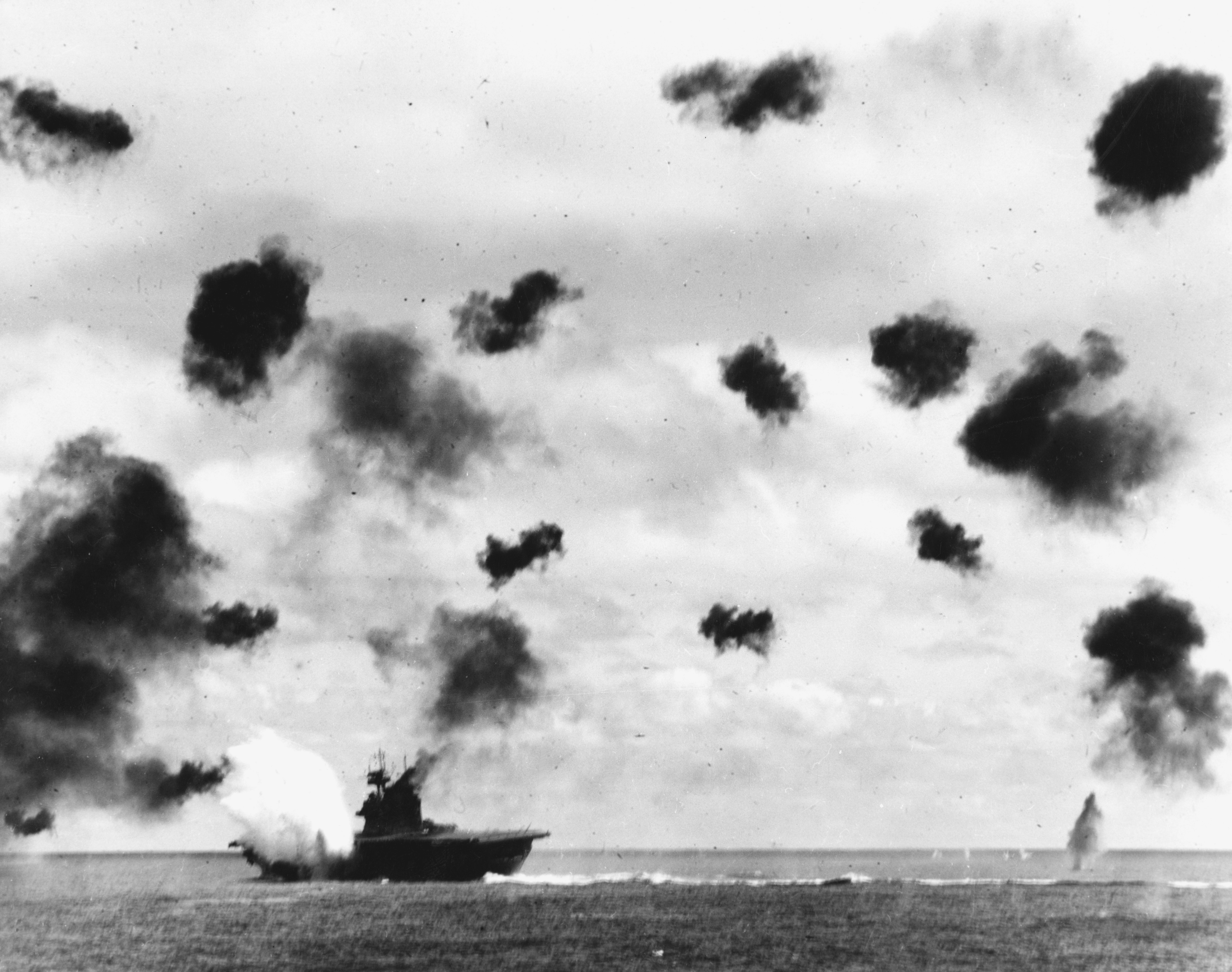
Авіаносець «Йорктаун» пошкоджений торпедою. Битва за Мідвей. 4 червня 1942

На початку війни Сполучені Штати та Японія були рівноцінні за кількістю та якістю авіаносців, але палубний винищувач Mitsubishi A6M Zero перевершував за дальністю та маневреністю свого американського аналога F4F Wildcat. Шляхом зворотного проектування захопленого «Зеро» американські інженери виявили його недоліки, такі як неадекватний захист для пілота та паливних баків, і створили «Геллкет» як кращу систему зброї, що його переважала. Наприкінці 1943 року «Геллкет» вступив у бій. Оснащені тим самим 18-циліндровим радіальним двигуном «Пратт енд Вітні» потужністю 2000 кінських сил, який використовувався на F4U «Корсар», що вже перебував на озброєнні Корпусу морської піхоти та союзної авіації флоту Великої Британії. F6F були швидшими (400 миль/год), ніж «Зеро», швидше набирали висоту (до 3000 футів на хвилину), були спритнішими на великій висоті, кращими у пікіруванні, мали більше броні, більше вогневої моці (6 кулеметів вистрілювали 120 куль за секунду), ніж два кулемети «Зеро» та пара 20-мм автоматичних гармат, несли більше боєприпасів, а також використовували приціл, призначений для стрільби з відхиленням під кутом. Хоча «Геллкет» був важчим і мав менший радіус дії, ніж «Зеро», загалом він виявився набагато кращою зброєю. Втрати авіаносців і пілотів Японії в рейді на Мідвеї підірвали її наступальний потенціал, але переважаючі наступальні спроможності Америки постійно підживлювалися отриманням з верфей новітніх кораблів, ніж це могли дедалі виробляти японці, від нафтопереробних заводів, які виробляли високооктановий бензин, і від гарно налагодженої системи підготовки та тренування пілотів, які випускали набагато краще підготовлених льотчиків для американського флоту.
У 1942 році Японія ввела в експлуатацію 6 нових авіаносців, але втратила 6; у 1943 році вона ввела в експлуатацію 3 і втратила 1. Поворотний момент настав у 1944 році, коли вона посилила свій флот вісьмома, але втратила 13. Наприкінці війни Японія мала 5 авіаносців, що стояли в порту; усі були пошкоджені, всім не вистачало пального і палубних літаків. Тим часом США спустили на воду 13 малих авіаносців у 1942 році та один ударний; і в 1943 році додалося 15 великих і 50 ескортних авіаносців, і більше прибуло в 1944 і 1945 роках. Нові американські авіаносці були набагато краще розроблені, з набагато більшою кількістю зенітних гармат і потужнішими радарами.
Обидві сторони були перенапружені у виснажливих морських, повітряних і наземних боях за Гуадалканал. Японці були кращими в нічних боях (оскільки американські есмінці тренувалися лише для атак на лінкори). Однак японці не могли прогодувати своїх солдатів, тому американці зрештою перемогли завдяки кращій логістиці. Протягом 1942—1943 років американський військово-морський флот нарощував свої сили і розробив стратегію «стрибків по островах», тобто пропустити більшість сильно захищених японських островів і натомість заглибитися далі, вибираючи зручні для захоплення острови для розгортання в подальшому на них передових авіабаз і пунктів базування флоту.
В Атлантичному океані союзникам довелося вести запеклу та тривалу битву з німецькими підводними човнами, яка отримала назву битва за Атлантику. Літаки флоту літали з баз у Гренландії та Ісландії, щоб полювати на підводні човни, а також були побудовані сотні ескортних авіаносців і ескортних міноносців, які були спеціально розроблені для захисту транспортних конвоїв. У Тихому океані, за іронією долі, американські підводні човни билися проти японських кораблів, що було дзеркальним відображенням ситуації в Атлантиці, де німецькі підводні човни полювали на американські торгові судна. Наприкінці війни у США було 260 підводних човнів. Вона втратила 52 підводні човни під час війни, 36 — під час дій на Тихому океані. Підводні човни фактично знищили японський торговельний флот до січня 1945 року та перекрили постачання нафти в Японію.
Влітку 1943 року США почали кампанію за опанування островів Гілберта і Маршаллових островів, щоб повернути їх собі. Після цього успіху влітку 1944 року американці вирушили на Маріанські острови та острови Палау. Після поразки в битві за Сайпані Об'єднаний флот Імператорського флоту Японії, маючи тільки 5 авіаносців атакував 5-й флот США у битві у Філіппінському морі, що стало найбільшою авіаносною битвою в історії. Битва була настільки односторонньою, що її стали називати «стріляниною маріанської індички»; США втратили 130 літаків і жодного корабля, тоді як японці втратили 411 літаків і 3 авіаносці. В жовтні 1944 року, після перемоги на Маріанських островах, США почали відвоювання Філіппін битвою за  Лейте. Японський флот атакував флот вторгнення противника, що призвело до чотириденної битви в затоці Лейте, однієї з найбільших морських битв у світовій історії. Перші місії камікадзе були здійснені під час битви, в результаті чого були затоплені авіаносець «Сен-Ло» та пошкоджено кілька інших кораблів США; як виявилося, ці атаки стали найефективнішою протикорабельною зброєю Японської імперії у війні.
Битва за Окінаву стала останньою великою битвою між сухопутними військами США та Японії. Окінава мала стати плацдармом для можливого вторгнення до Японії, оскільки вона знаходилася всього за 350 миль (560 км) на південь від японського материка. Морські піхотинці та солдати висадилися без опору 1 квітня 1945 року, щоб розпочати 82-денну кампанію, яка стала найбільшою повітряно-морською та наземною битвою в історії та була відзначена неймовірною жорстокістю боїв і великими жертвами серед цивільного населення: понад 150 000 жителів Окінави втратили своє життя внаслідок бойових дій. Японські пілоти-камікадзе завдали найбільших втрат кораблям в історії ВМС США: потопили 36 і пошкодили ще 243. Загальні втрати США склали понад 12 500 убитих і 38 000 поранених, тоді як японці втратили понад 110 000 чоловік, що зробило Окінаву однією з найкривавіших битв в історії.
Дехто з істориків вважає, що саме запеклі бої на Окінаві зіграли роль в ухваленні рішення президента Трумена застосувати атомну бомбу та відмовитися від вторгнення в Японію. Коли японці здалися, флотилія з 374 кораблів увійшла в Токійську затоку, щоб стати свідками церемонії, яка проводилася на лінкорі «Міссурі». До кінця війни ВМС США мали в строю понад 1200 військових кораблів, що перевищувало розміри Королівського флоту.

## Холодна війна (1945—1991)
Відразу після війни американські ВМС спиткала сувора доля — флот був масово скорочений, багато кораблів поставили на консервацію або вивели до резерву. До 1948 року лише 267 кораблів залишилося активними у бойовому складі. У 1948 році Закон про інтеграцію жінок у збройні сили надав жінкам постійний статус у регулярних і резервних силах ВМС.
У 1947 році усі види військ (сил) були об'єднані попри різкі заперечення міністра ВМС Джеймса Форрестола. Президент Трумен призначив його міністром оборони, але вони не дійшли згоди щодо бюджету, і Трумен звільнив його в 1949 році, коли Форрестол прийняв сторону флотського керівництва у публічному протесті проти політики Білого дому, відомому як «Повстання адміралів». Основною політичною проблемою було те, що міністр оборони не повністю контролював бюджети трьох видів. Кожен із них працював із впливовими конгресменами, щоб збільшити свої бюджети, незважаючи на рішучість Білого дому мінімізувати зростання витрат. У 1948—1949 роках відбулося «повстання адміралів», коли ряд адміралів у відставці та діючих адміралів публічно висловилися з незгодою з політикою президента Трумена і його міністром Луїсом А. Джонсоном, оскільки вони хотіли, щоб Повітряні сили мали менш дорогі стратегічні атомні бомби. Форрестол підтримав позицію адміралів і отримав від Конгресу фінансування програми будівництва авіаносців. Через це Трумен звільнив Форрестола, а Джонсон скасував програму і оголосив про плани перевести авіацію Корпусу морської піхоти з ВМС до Повітряних сил. Під час слухань у Конгресі громадська думка різко змінилася проти ВМС. Зрештою флот зберіг авіацію морської піхоти і врешті-решт отримав свій авіаносець, але його повсталі адмірали були покарані, і ВМС втратили керівництво над стратегічними бомбардуваннями. Адміністрація Трумена фактично перемогла повстання, і цивільний контроль над армією було посилено. Військові бюджети після слухань визначили пріоритет розробки важких бомбардувальників на потребу щойно народжених Повітряних сил, акумулюючи боєздатні сили з понад 1000 стратегічних бомбардувальників великої дальності, здатних підтримувати сценарії ядерних місій.
Військово-морський флот поступово набув репутацію володаря найрозвиненіших технологій з усіх американських служб. У 1950-х роках під керівництвом адмірала Гаймена Г. Ріковера була розроблена та запроваджена ядерна енергетична програма для кораблів, розробка ракет і реактивних літаків для використання флотом і розпочато будівництво суперавіаносців. «Ентерпрайз» став був першим у світі атомним авіаносцем, за яким пішли суперавіаносці типу «Німіц». Підводні човни з балістичними ракетами ставали все більш смертоносними та тихими, кульмінацією стали підводні човни типу «Огайо». Ріковер мав сильну підтримку в Конгресі та в громадській думці, і він зробив перехід флоту на ядерну енергетику пріоритетним, особливо для підводних човнів. У поєднанні з ракетними технологіями це дало Сполученим Штатам гарантований потенціал другого удару, який став основою стримування Радянського Союзу.

### Корейська війна
Напруженість у відносинах з Радянським Союзом і Китаєм досягла найвищої точки під час Корейської війни, і стало зрозуміло, що військово-морський флот у мирний час має бути набагато більшим, ніж можна було собі уявити раніше. Флотам було призначено географічні зони відповідальності по всьому світу, а кораблі відправлялися в гарячі точки як стандартну частину реагування на періодичні кризи. Однак, оскільки флот Північної Кореї був невеликим, у Корейській війні відбулося небагато морських битв; бойові флоти служили здебільшого в ролі морської артилерії для підтримки своїх наземних армій. Велика висадка морського десанту в Інчхоні змогла відкинути північнокорейців назад через 38-му паралель. Битва на Чосінському водосховищі завершилася евакуацією силами флоту майже 105 тис. військовослужбовців ООН із порту Хунгнам.
Кораблебудівна програма ВМС США 1956 року була важливою, оскільки вона включала дозвіл на будівництво одночасно восьми підводних човнів, найбільше подібне замовлення з часів Другої світової війни. Ця програма FY-56 включала п'ять атомних підводних човнів — «Тритон», підводний човен з керованими ракетами «Галібут», головний корабель типу «Скіпджек» і дві останні ударні підводні човни типу «Скейт», «Сарго» та «Сідрегон». Він також включав три дизель-електричні підводні човни типу «Барбел», останні дизель-електричні підводні човни, побудовані ВМС США

### Війна у В'єтнамі
Американський флот брав активну участь у війні у В'єтнамі. Палубна авіація з авіаносців завдала тисячі повітряних ударів, а малі канонерські човни ВМС патрулювали річки. Водночас, попри активність військово-морського флоту, будівництво нових кораблів було згорнуто президентами Джонсоном і Ніксоном, щоб заощадити гроші, і багато авіаносців, що брали участь у конфлікті, були ще часів Другої світової війни. До 1978 року флот скоротився до 217 надводних кораблів і 119 підводних човнів.

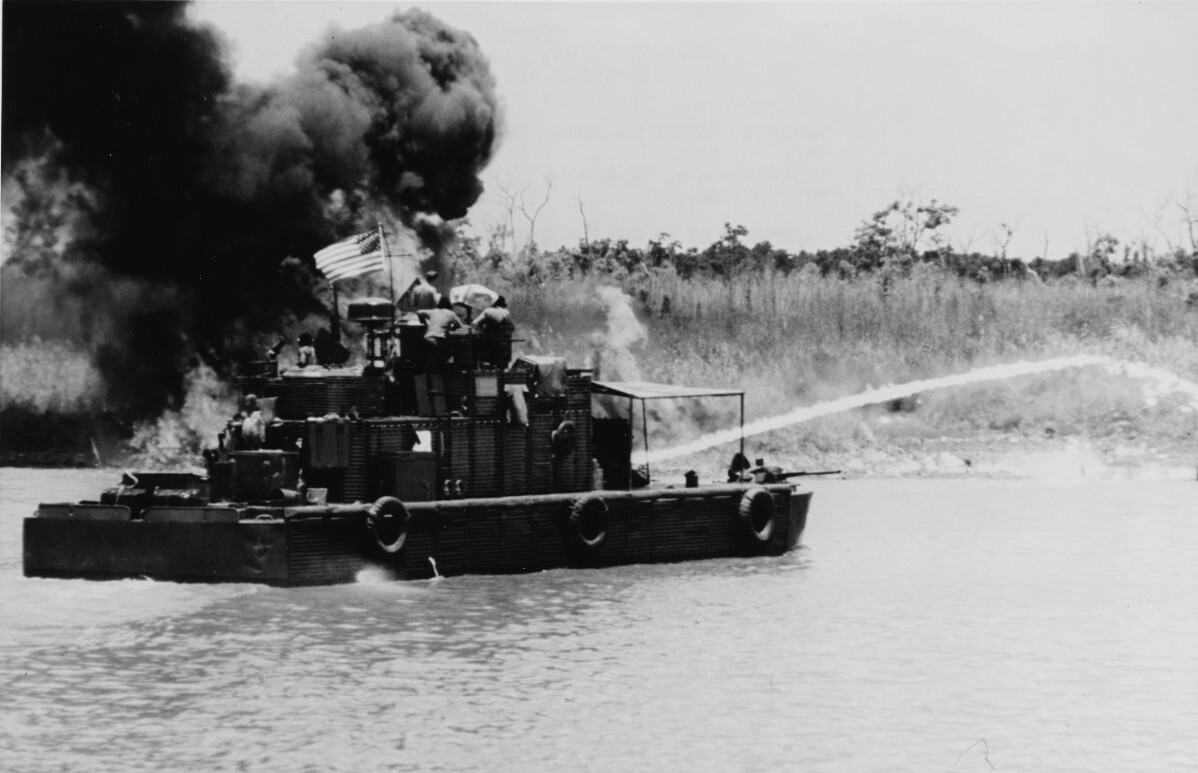
Малий канонерський човен Флоту внутрішніх вод веде вогонь з вогнемету під час патрулювання. Війна у В'єтнамі. 1 травня 1970

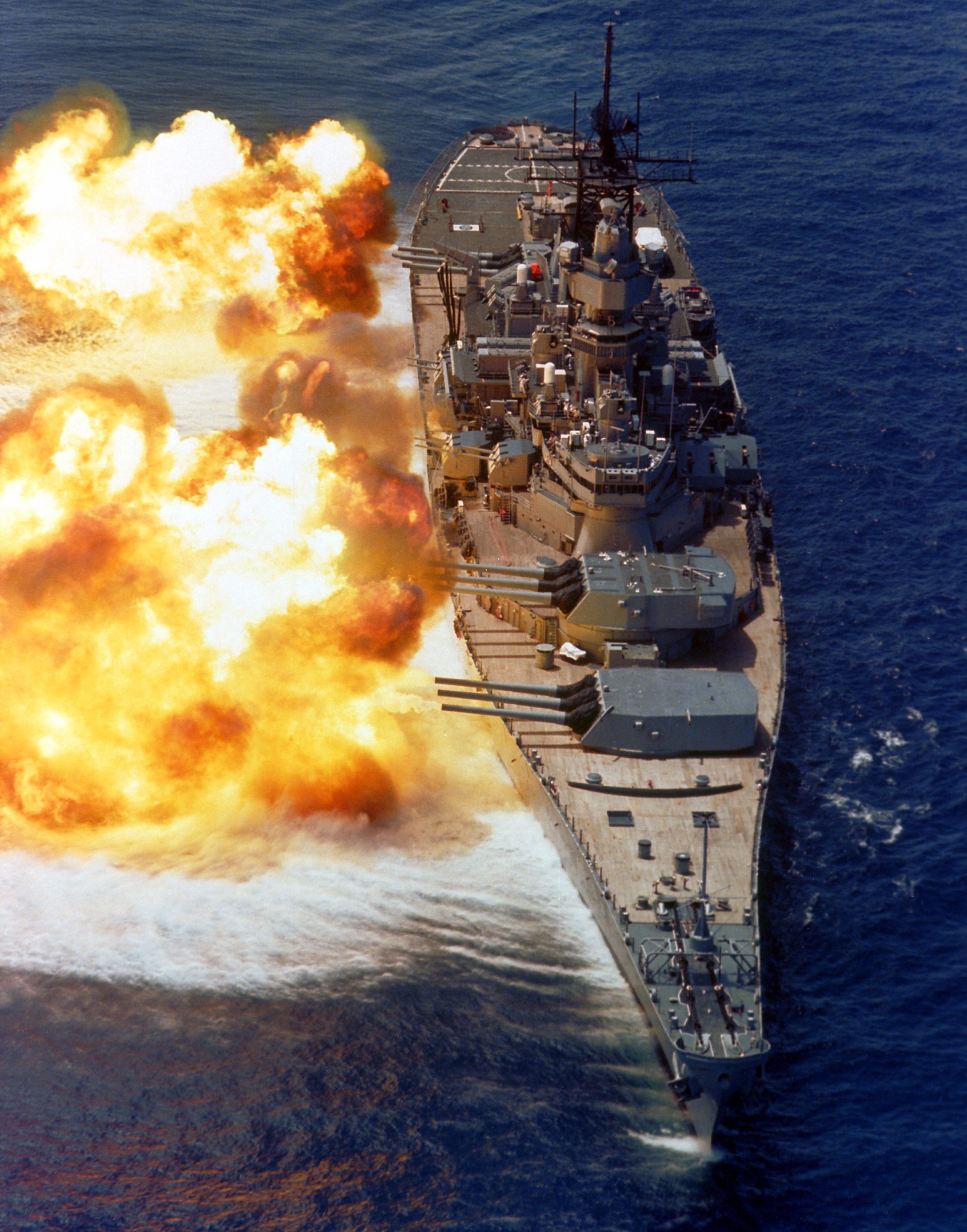
Залп головного калібру лінкора «Айова». 15 серпня 1984

Тим часом радянський флот постійно зростав і вже перевершував флот США за всіма типами бойових кораблів, окрім авіаносців, і аналітики ВМС підрахували, що в разі виникнення конфлікту між СРСР та США, американські ВМС ймовірно зазнають поразки від радянського флоту. Це занепокоєння спонукало адміністрацію Рейгана визначило собі за мету нарощування потуги ВМС з планами налічувати 600 кораблів у бойовому складі. До 1988 року флот мав у строю 588 бойових кораблів різних класів та типів, хоча в наступні роки він знову почав скорочуватися на фоні геополітичних змін, що відбувалися. Лінкори типу «Айова» «Айова», «Нью-Джерсі», «Міссурі» та «Вісконсін» були відновлені після 40 років зберігання, модернізовані та слугували наочною демонстрацією сили США у бойових походах до берегів Лівану та інших місць. У 1987 і 1988 роках ВМС США провели різні бойові операції в Перській затоці проти Ірану, особливо відома операція «Прейінг Мантіс», найбільша повітряно-морська битва за участю США з часів Другої світової війни.

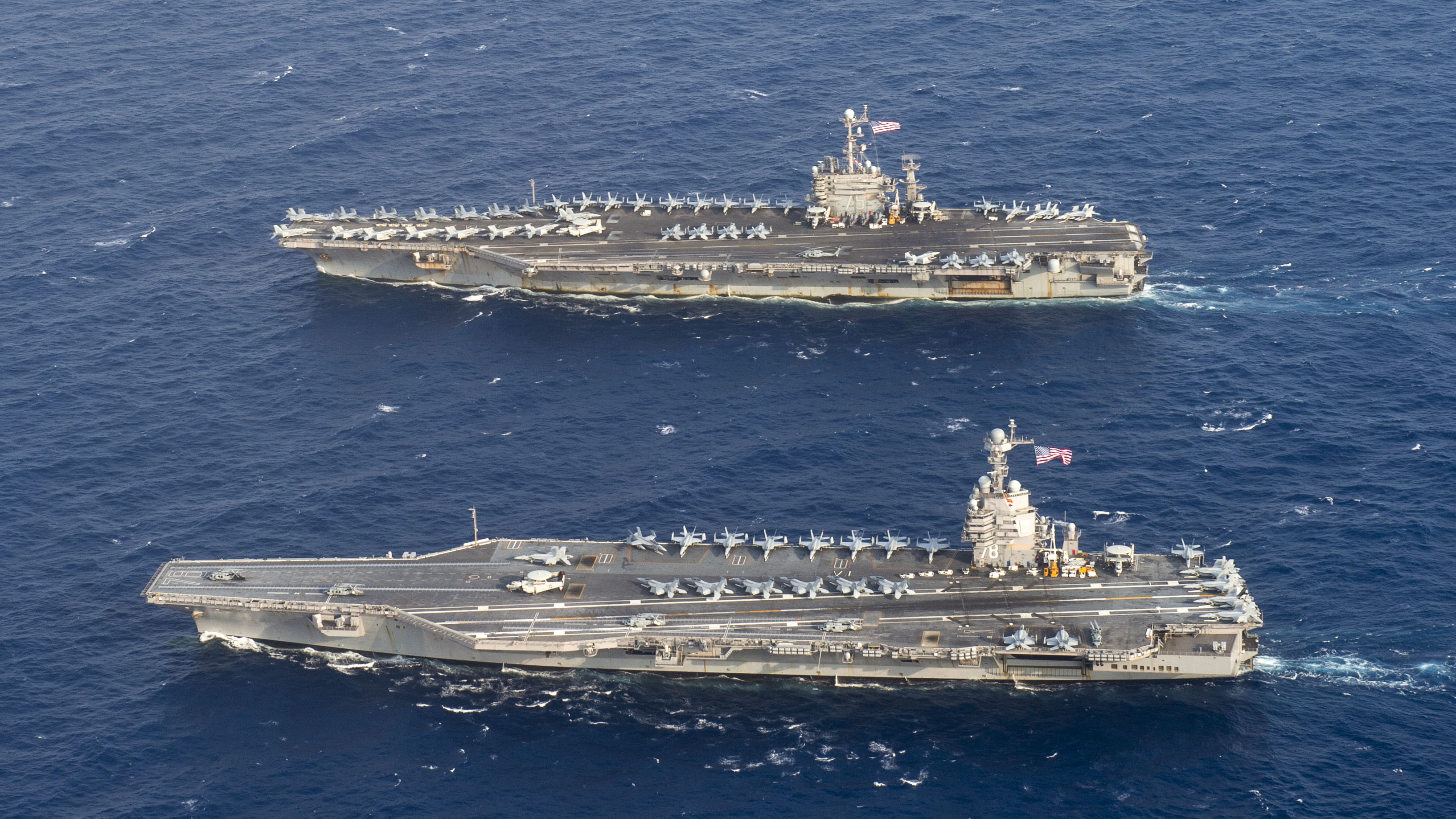
Американські авіаносці «Джеральд Р. Форд» і «Гаррі Трумен»

## Після холодної війни (1991–тепер)
Після розпаду Радянського Союзу радянський військово-морський флот по суті розвалися, не маючи достатньої персоналу, щоб укомплектувати більшість своїх кораблів, або грошей на їх утримання — отже, багато з них були продані іноземним державам. Це залишило США беззаперечною світовою морською наддержавою. Військово-морські сили США справді зазнали скорочення в абсолютному вираженні, водночас у порівнянні з рештою флотів світу Сполучені Штати перевершують військово-морську міць інших націй, про що свідчать наявність 11 суперавіаносців та їх бойові групи підтримки. Протягом 1990-х років військово-морська стратегія США базувалася на загальній військовій стратегії Сполучених Штатів, яка підкреслювала здатність держави брати участь одночасно у двох обмежених війнах в окремих регіонах світу.

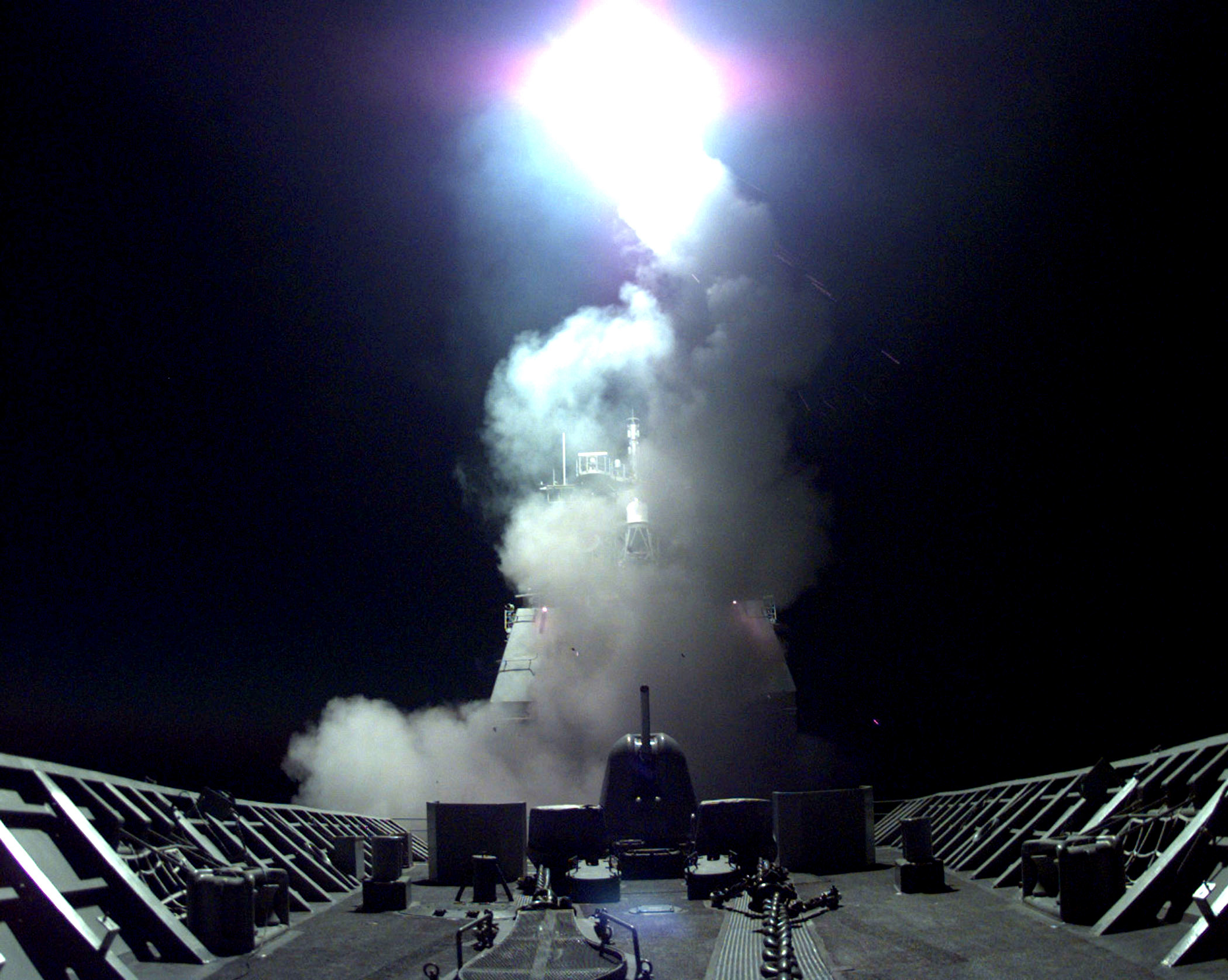
Залп ракетами «Томагавк» з крейсера «Філіппін Сі» по цілях у Сербії. Бомбардування Югославії силами НАТО. 24 березня 1999

Кораблі ВМС брали участь у ряді конфліктів після закінчення Холодної війни. Після того, як дипломатичні зусилля провалилися, ВМС відіграли важливу роль у початковій фазі війни в Перській затоці з Іраком у 1991 році; кораблі ВМС запустили сотні крилатих ракет «Томагавк» II, а морська авіація здійснювала вильоти з шести авіаносців у Перській затоці та Червоному морі. На початку лютого лінкори «Міссурі» та «Вісконсін» вперше з часів Корейської війни відкрили вогонь зі своїх 406-мм гармат по кількох цілях у Кувейті. У 1999 році сотні літаків ВМС і Корпусу морської піхоти здійснили тисячі вильотів з баз в Італії та авіаносців в Адріатиці, атакуючи цілі у Сербії та Косово, щоб спробувати зупинити етнічні чистки в Косово. Після 78-денної кампанії Сербія капітулювала вимогами НАТО.
У результаті зниження напруженості у світі американський флот у черговий раз зазнав значних реформ та змін, що кардинально вплинули на його спроможності. Велика кількість кораблів була виведена до резерву, або списана. Серйозно вирішувалися питання кадрів, велику кількість командного складу було звільнено за невиконання своїх обов'язків належним чином, у 2012 році керівник військово-морських операцій наказав запровадити новий метод відбору офіцерів у ВМС на командні посади.
У березні 2007 року ВМС США опустилися до найменшого розміру флоту у 274 кораблів з часів Першої світової війни. Після закінчення Холодної війни флот переключив свою увагу з підготовки до широкомасштабної війни з Радянським Союзом на спеціальні операції і ударні місії в регіональних конфліктах. Американський флот брав участь у війні в Іраку та є головним учасником поточної війни з тероризмом, переважно в цій ролі. У війні в Іраку загинуло 103 військовослужбовці ВМС США. Триває розробка нових кораблів і озброєнь, включаючи авіаносці типу «Джеральд Р. Форд» і бойові кораблі літорального типу. Військові кораблі ВМС США запускали крилаті ракети по військових цілях у Лівії під час операції «Одіссея. Світанок» на виконання резолюції ООН.
Колишні адмірали ВМС США, які очолюють Військово-морський інститут США, висловили занепокоєння щодо того, як вони оцінюють здатність американських ВМС реагувати на «агресивні кроки Ірану та Китаю». У рамках «повороту» до Тихого океану міністр оборони Леон Е. Панетта сказав, що ВМС перейдуть з розподілу 50/50 між Тихим океаном і Атлантикою на розподіл 60/40 відсотків на користь Тихого океану, але керівник військово-морських операцій, адмірал Джонатан Грінерт і голова Об'єднаного комітету начальників штабів генерал Мартін Демпсі заявили, що це не означатиме «великого притоку військ чи кораблів у західній частині Тихого океану». Цей поворот є продовженням тенденції до Тихого океану, коли спочатку Холодна війна була зосереджена проти Радянського Союзу, коли 60 відсотків американського підводного флоту, дислокованого в Атлантиці, перейшли до рівномірного розподілу між узбережжями, а потім у 2006 році 60 % підводних човнів, було розміщено на базах Тихого океану для протидії Китаю. Зміна парадигми полягала не лише в цифровому обчисленні та порівнянні з потенційним противником, яким став флот Китайської Народної Республіки, оскільки деякі з найдосконаліших платформ тепер будуть орієнтовані на Тихоокеанський регіон, де їхні можливості найбільше потрібні. Однак навіть один випадок може сильно вплинути на флот скромних розмірів із глобальними місіями.
У 2020 році ВМС Китаю випередили ВМС США за кількістю бойових кораблів, що перебуває на озброєнні. Раніше Сполучені Штати утримували звання найбільшого військово-морського флоту у світі, починаючи з 1943 року, коли американці перевершили Королівський флот Великої Британії.